# Anschluss Österreichs

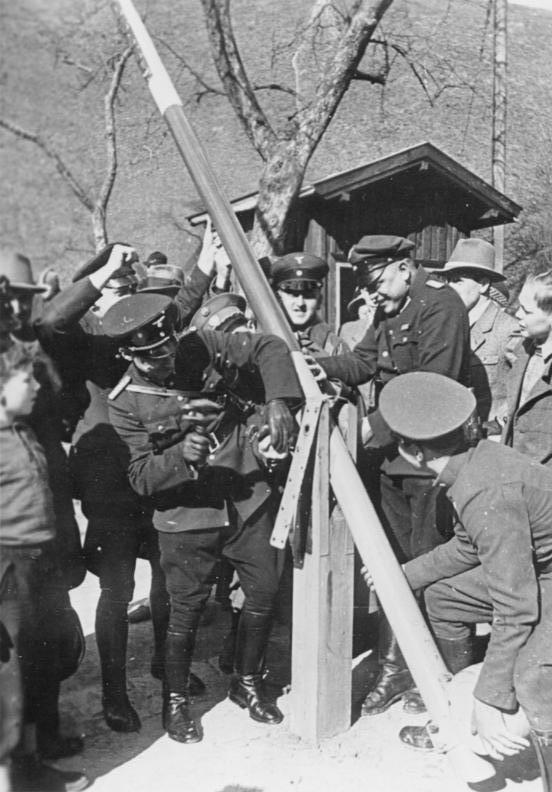
Demontage eines Schlagbaums von deutschen und österreichischen Zöllnern, März 1938

Als „Anschluss“ Österreichs oder kurz „Anschluss“ werden seit 1938 vor allem die Vorgänge bezeichnet, mit denen österreichische und deutsche Nationalsozialisten im März 1938 die Eingliederung des austrofaschistischen Bundesstaates Österreich in das nationalsozialistische Deutsche Reich und die gänzliche Auflösung der österreichischen Einheit veranlassten. Die NS-Propaganda bezeichnete den Vorgang als Wiedervereinigung Österreichs mit dem Deutschen Reich.
In der Nacht vom 11. auf den 12. März 1938 lösten nach telefonischen Drohungen des Reichsministers und Vierjahresplan-Beauftragten Hermann Göring noch vor dem Einmarsch deutscher Truppen österreichische Nationalsozialisten das Ständestaatsregime ab. Der Einmarsch erfolgte am 12. März. Noch am selben Tag übernahmen Wehrmacht-, SS- und Polizeieinheiten das Kommando über die österreichischen Machtinstrumente; am 14. März wurden die Offiziere der Streitkräfte auf Adolf Hitler vereidigt. Die vom Bundespräsidenten Wilhelm Miklas unter ultimativem Zwang in dieser Nacht bestellte nationalsozialistische Bundesregierung unter Arthur Seyß-Inquart führte am 13. März 1938 im Auftrag Hitlers, der tags zuvor in Österreich eingetroffen war, den „Anschluss“ administrativ durch. Er bewirkte sukzessive das völlige Aufgehen Österreichs im Deutschen Reich und die Beteiligung vieler Österreicher an den nationalsozialistischen Verbrechen. Die Mehrheit der österreichischen Bevölkerung begrüßte den „Anschluss“ mit Jubel, für viele andere, insbesondere die Juden Österreichs, bedeutete der „Anschluss“ Entrechtung, Enteignung und Terror.
Durch das am 13. März durch die Bundesregierung beschlossene Bundesverfassungsgesetz über die Wiedervereinigung Österreichs mit dem Deutschen Reich endete die rechtliche Existenz des diktatorischen österreichischen Bundesstaates und seine Bundesbürger wurden rückwirkend zu deutschen Staatsangehörigen. Die 1945 wiedererrichtete Republik Österreich hält den „Anschluss“ ex tunc (von Anfang an) für nichtig. Ihre Staatlichkeit und die Folgen für den Fortbestand Österreichs in den Jahren 1938 bis 1945 sind umstritten.
Die Herrschaft des Nationalsozialismus währte in Wien und Umgebung bis zur Eroberung Wiens durch die Rote Armee Mitte April 1945. Der „Anschluss“ wurde in der Unabhängigkeitserklärung vom 27. April 1945 als „null und nichtig“ erklärt. In vielen anderen Landesteilen Österreichs endete das NS-Regime erst mit dem Ende des Zweiten Weltkrieges im Mai 1945.

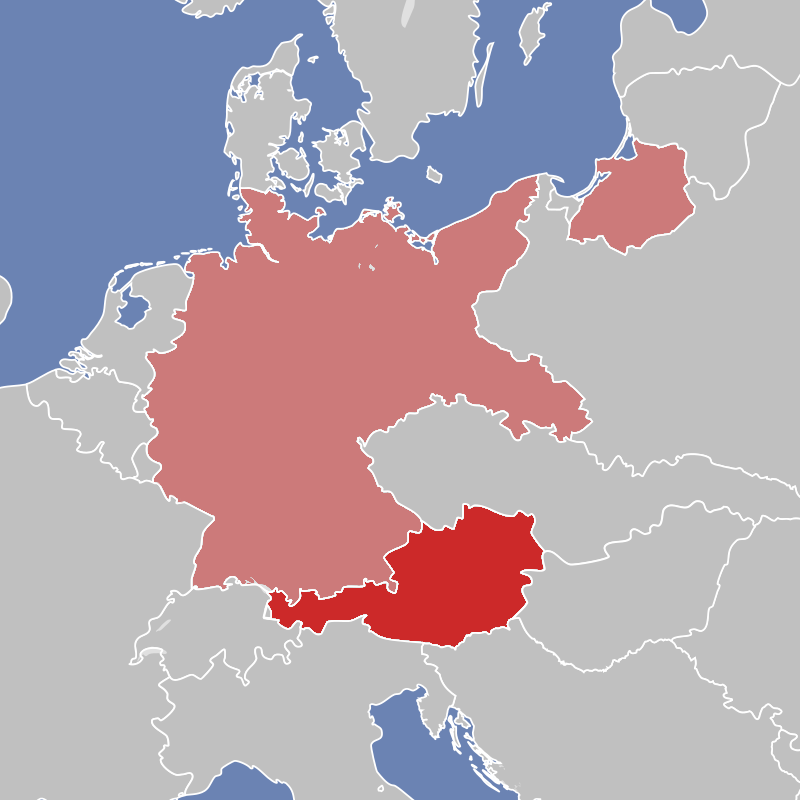
Österreich und das Deutsche Reich (12. März 1938)

## Vorgeschichte

### Anschlussbestrebungen nach dem Ersten Weltkrieg

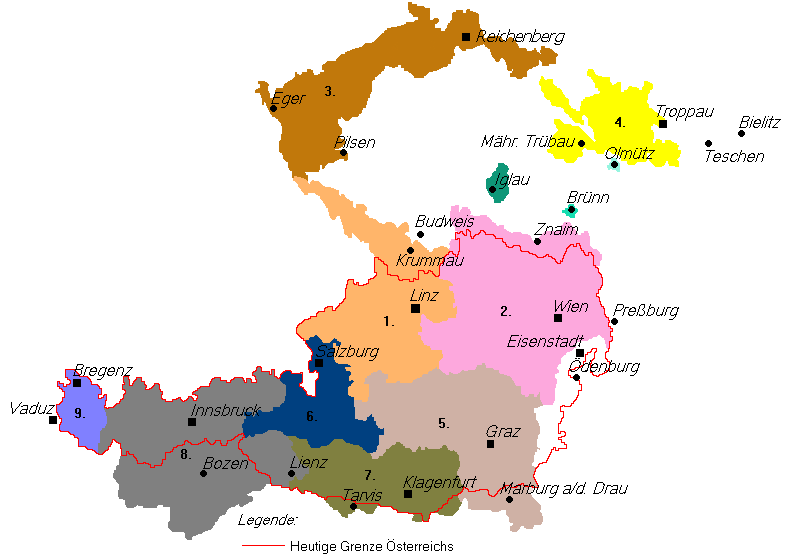
Von der Nationalversammlung beanspruchtes Staatsgebiet der Republik Deutschösterreich (1918–1919)

Das Ende des Ersten Weltkrieges brachte den Zerfall der Habsburgermonarchie und zugleich das Auseinanderbrechen des überwiegend katholischen Vielvölkerstaates Österreich-Ungarn. Nach Kaiser Karls I. Völkermanifest für Cisleithanien wurde am 30. Oktober 1918 der neue Staat Deutschösterreich gegründet, noch vor dem Waffenstillstand von Villa Giusti vom 3. November 1918, mit dessen Zustandekommen die Repräsentanten des neuen Staates nichts zu tun haben wollten: Vom Kaiser gefragt, nahmen sie dazu einfach nicht Stellung.
Am 22. November 1918 legte die Republik Deutschösterreich ihr (gewünschtes) Staatsgebiet fest, dessen Grenzen aber noch nicht in einem Friedensvertrag mit den Siegermächten oder von den Nachbarländern anerkannt waren. Auch Deutschböhmen und die Provinz Sudetenland gehörten dazu, ebenso die deutschen Sprachinseln von Brünn, Iglau und Olmütz.
Die Provisorische Nationalversammlung und die provisorische Deutsch-Österreichische Regierung, ein aus ihrer Mitte bestellter Vollzugsausschuss, der als Staatsrat bezeichnet wurde, sahen in der staatsrechtlichen Verbindung mit dem nun ebenfalls republikanischen Deutschen Reich die einzige Möglichkeit der politischen Existenz, insbesondere, weil sich herausstellte, dass die anderen Nachfolgestaaten der Österreichisch-Ungarischen Monarchie auch an einer losen Konföderation nicht interessiert waren.

### Deutschösterreich und die Weimarer Nationalversammlung
Schon am 9. November 1918, sechs Tage nach dem Waffenstillstand zwischen Österreich-Ungarn und der Ententemacht Italien, wandte sich die provisorische Nationalversammlung an den deutschen Reichskanzler mit der Bitte, Deutschösterreich in die Neugestaltung des Deutschen Reiches einzubeziehen. Am nächsten Tag schloss sich der Landesausschuss für Deutschböhmen dieser Bitte an. Am 12. November 1918 wurde das Gesetz über Staats- und Regierungsform von der Provisorischen Nationalversammlung für Deutschösterreich einstimmig unter Jubel angenommen. Sein zweiter Artikel lautete: „Deutschösterreich ist ein Bestandteil der Deutschen Republik“.
Die meisten aktiven Politiker hatten bis dahin in größeren Dimensionen (des bisherigen Cisleithanien) als denen eines Kleinstaates gedacht. Ihnen erschien „Restösterreich“ angesichts des Umstandes, dass wirtschaftlich bedeutende Regionen fortan nicht mehr zum Staatsgebiet gehörten, als nicht lebensfähig. Die Hungerwinter 1918/19 und 1919/20 dramatisierten diese Lebensfähigkeitsdebatte.
Dabei spielten durchaus nicht nur deutschnationale Gesinnungen eine Rolle. So fürchteten die Sozialdemokraten – wie sich später zeigte zu Recht –, im vorwiegend ländlich-konservativ geprägten Deutschösterreich politisch in die Defensive gedrängt zu werden, und erhofften die Umsetzung des Sozialismus im Rahmen der deutschen Republik. Bei den Christlichsozialen spielte hingegen die Abneigung gegen den so empfundenen Wiener Zentralismus eine nicht unmaßgebliche Rolle. Befürwortet wurde vielfach kein einseitiger Anschluss, wie er schließlich 1938 vollzogen wurde, sondern ein Zusammenschluss gleichberechtigter Bundesstaaten.
Die Deutschösterreicher waren es jahrhundertelang gewohnt, in einem imperialen Reich zu leben, und konnten sich mit dem neuen Kleinstaat nicht identifizieren. In dieser Situation wurde, psychologisch geschickt, die Behauptung lanciert und ständig genährt, dass das verhältnismäßig kleine Restösterreich wirtschaftlich nicht lebensfähig sei. Tatsächlich verblieben jedoch bedeutende Wirtschaftsbetriebe und -zweige im Land.
Die deutsche Reaktion auf das Votum der provisorischen österreichischen Nationalversammlung vom November 1918 für den Anschluss war positiv. Der Rat der Volksbeauftragten kündigte unter seinem Vorsitzenden Friedrich Ebert am 30. November 1918 in der Verordnung zu den Wahlen zu einer verfassungsgebenden Nationalversammlung in Artikel 25 an, dass, wenn die deutsche Nationalversammlung beschlösse, Deutschösterreich seinem Wunsche entsprechend in das Deutsche Reich aufzunehmen, dessen Abgeordnete als gleichberechtigte Mitglieder der deutschen Nationalversammlung beitreten würden. Staatsangehörige Deutschösterreichs erhielten das Recht, an diesen Wahlen teilzunehmen. Das Gesetz über die vorläufige Reichsgewalt, die von den Volksbeauftragten Ebert und Scheidemann vorgelegte Notverfassung, schlug bereits die ersten Maßnahmen zur Beteiligung Österreichs an der deutschen Gesetzgebung vor. Nach § 2 sollte Österreich mit beratender Stimme teilnehmen, bevor es sich dem Deutschen Reich anschließe.
Die Deutsche Nationalversammlung und ihr Verfassungsausschuss fassten im Februar und März 1919 den entsprechenden Entschluss. Eine vergleichbare Regelung wurde auch in Artikel 61 Abs. 2 der Weimarer Verfassung aufgenommen. Nach dem von den beiden Außenministern Ulrich von Brockdorff-Rantzau und Otto Bauer am 2. März 1919 unterzeichneten „Anschlußprotokoll“ sollte „Deutsch-Österreich als selbständiger Gliedstaat in das Reich eintreten“. Gebiete mit deutschsprachiger Bevölkerung wie Deutschböhmen und die Sudetenländer sollten „an die angrenzenden deutschen Bundesstaaten angeschlossen werden“.
Die Siegermächte kritisierten das Anschlussprotokoll als Verletzung des vom Deutschen Reich am 28. Juni 1919 akzeptierten Vertrags von Versailles und verlangten die Änderung. Dem kamen die deutschen Vertreter in einer förmlichen Erklärung vom 18. September 1919 nach: Die Verfassungsbestimmungen über Deutsch-Österreich, insbesondere betreffend „die Zulassung österreichischer Vertreter zum Reichsrat“, seien ungültig, bis ggf. der „Völkerbundsrat einer entsprechenden Änderung der internationalen Lage Österreichs zugestimmt haben wird“. Im Vertrag von Saint-Germain mit der darin statuierten Wahrung österreichischer Eigenstaatlichkeit, der im September 1919 abgeschlossen wurde, wurde dem als Nachfolger (Alt-)Österreichs anerkannten Deutschösterreich eine faktisch unüberwindbare Hürde errichtet, sich mit dem Deutschen Reich zu vereinen. Deutschland wurde im Versailler Vertrag gezwungen, den gerade beschlossenen Artikel 61 Abs. 2, der Österreich eine Anschlussoption ermöglichte, für nichtig zu erklären (siehe „Anschlussverbot“). Damit blockierten die Alliierten den Zusammenschluss Österreichs mit Deutschland auf doppelte Weise. Auf Regierungsebene wurde nun der Anschluss vorerst nicht mehr aktiv weiterverfolgt. Mit der Ratifikation des Friedensvertrags im Oktober 1919 änderte der Staat Deutschösterreich seinen Namen wie vorgeschrieben auf Republik Österreich.
Der Anschluss blieb aber aus verschiedenen Gründen weiterhin erklärtes Fernziel, vor allem für die Großdeutsche Volkspartei, die Deutschnationale Bewegung wie auch für die Sozialdemokraten („Anschluß an Deutschland ist Anschluß an den Sozialismus“, Parole der Arbeiter-Zeitung, Zentralorgan der Partei). Auch die Christlichsoziale Partei trat politisch dafür ein. Für den Anschluss Österreichs an das Deutsche Reich setzte sich der seit 1920 in Deutschland und seit 1925 auch in Österreich existierende überparteiliche Österreichisch-Deutsche Volksbund ein, als dessen Vorsitzender auf deutscher Seite der Reichstagspräsident Paul Löbe (SPD) fungierte.

### Anschlussbestrebungen in den österreichischen Ländern
Während die Anschlussbewegung von 1918/19 noch stark von sozialistischen Politikern geprägt war, verlagerte sie sich in den folgenden Jahren in christlich-sozial und konservativ-monarchistisch dominierte Länder Österreichs, die sich vom „Roten Wien“ lossagen wollten.
Vorarlberg sprach sich in einer Volksabstimmung für den Anschluss an die alemannische Schweiz aus, was sowohl vom Schweizer Bundesrat als auch von der österreichischen Staatsregierung abgelehnt wurde.
Nach dem gescheiterten Restaurationsversuch des früheren Kaisers Karl I., der am 26. März 1921 als apostolischer König von Ungarn vom Exil in der Schweiz aus nach Ungarn gereist war und versucht hatte, die Regierung wieder zu übernehmen, erstarkte vor allem in den noch monarchistisch-konservativ geprägten Bundesländern Widerstand gegen die republikanische Regierung in Wien. Mit Unterstützung aus dem benachbarten Bayern, wo die sozialistische Münchner Räterepublik zwei Jahre zuvor niedergekämpft worden war, bildeten sich in Salzburg und Tirol die ersten österreichischen Heimwehren. Diese setzten sich vehement für eine Fusion mit dem inzwischen konservativ regierten Deutschland der Weimarer Zeit ein. Selbst Monarchisten, die den Zusammenschluss früher als „jüdische Erfindung“ abgelehnt hatten, strebten diesen gemeinsam mit den Deutschnationalen offen an.
Der Tiroler Landtag ließ im April 1921 eine Abstimmung durchführen, bei der sich eine Mehrheit von 98,8 % für den Zusammenschluss aussprach. Eine am 29. Mai 1921 in Salzburg durchgeführte Abstimmung ergab eine Zustimmung von 99,3 % der abgegebenen Stimmen.
Weitere Abstimmungen wurden durch Proteste der Garantiemächte des Friedensvertrages, insbesondere der französischen Regierung, unterbunden. Für den Fall, dass weitere Bundesländer folgen sollten, wurde mit der Verhinderung von Auslandskrediten an das wirtschaftlich geschwächte Österreich gedroht. Bundeskanzler Michael Mayr (CS), der die Einstellung aller noch geplanten diesbezüglichen Abstimmungen gefordert hatte, trat am 1. Juni zurück, als der Steiermärkische Landtag ankündigte, dennoch abstimmen zu lassen. Sein Nachfolger wurde der deutschnational eingestellte, parteilose Johann Schober (zugleich Polizeipräsident von Wien), der weitere Abstimmungen verhinderte und jene, die den Zusammenschluss anstrebten, auf einen späteren, dafür günstigeren Zeitpunkt verwies.
Der Historiker Friedrich Heer führt die nach dem Ersten Weltkrieg vielfach geäußerten Anschlusswünsche der deutschsprachigen Bevölkerung der ehemaligen Habsburgischen Erblande bereits auf die Zeit der Gegenreformation zurück und sieht sie eng verknüpft mit der jahrhundertelangen politischen und religiösen Konfrontation zwischen protestantischem Norddeutschland und katholisch geprägtem, vielsprachigem Österreich, die in der Folge durch die europäischen Großmächte Preußen und die Habsburgermonarchie getragen wurde. Die Protestanten sahen im evangelischen Norden des „deutschen Reiches“ die Erlösung von der so empfundenen „Einkerkerung“ durch Papst und Kaiser. Erstes Zentrum eines eigenständigen österreichischen Nationalbewusstseins war laut Heer Wien, das von aufständischen Ländern, von Oberösterreich, Kärnten, der Steiermark, als die multikulturelle Residenz der übernationalen Habsburger bekämpft wurde. Diese These wird empirisch gestützt, indem nachgewiesen werden konnte, dass Oberösterreich zur Zeit der Bauernkriege ein Hauptwiderstandsgebiet war und Jahrhunderte später zur Zeit des NS-Putschversuchs in Wien besonders viele illegale Nationalsozialisten aktiv waren.

### Genfer Protokolle und Protokoll von Lausanne
Erneut bekräftigt wurde das Anschlussverbot in den Genfer Protokollen vom 4. Oktober 1922 zwischen den Regierungen Frankreichs, des Vereinigten Königreichs, Italiens, der Tschechoslowakei und Österreichs – Voraussetzung für die Gewährung von Anleihen des Völkerbundes an Österreich in Höhe von 650 Millionen Goldkronen. Gegen den Widerstand der Sozialdemokraten nahm der Nationalrat die Genfer Protokolle an; sie waren Voraussetzung für die Eindämmung der Inflation und den 1925 erfolgten Wechsel von der Kronenwährung zum Schilling.
Ein weiteres Mal war das Anschlussverbot 1932 im Protokoll von Lausanne Vertragsgegenstand, wo es eine der Bedingungen für die Gewährung einer weiteren Völkerbundanleihe war, die Österreich zur Bewältigung der Auswirkungen der Weltwirtschaftskrise aufnehmen musste.

### Positionen der Parteien
Alle österreichischen Parteien – einschließlich der Kommunistischen Partei Österreichs, welche nach einer erfolgreichen Revolution einen Anschluss „Sowjetösterreichs“ an „Sowjetdeutschland“ forderte – waren vor 1933 grundsätzlich für die Vereinigung mit dem Deutschen Reich. Die Sozialdemokratische Arbeiterpartei Deutschösterreichs (SDAPDÖ) zum Beispiel forderte noch 1926 im überwiegend marxistisch ausgerichteten Linzer Programm den Anschluss „mit friedlichen Mitteln“ an die Deutsche Republik. Sie strich den entsprechenden Passus jedoch „angesichts der durch den Nationalsozialismus im Deutschen Reich veränderten Lage“ auf ihrem Parteitag 1933. Die Christlichsoziale Partei (CS) wie auch die aus ihr hervorgegangene Vaterländische Front traten ebenfalls gegen den Anschluss an das „Dritte Reich“ auf.
Zur Frage des aktiven Eintretens der 1934 verbotenen österreichischen Sozialdemokratie gegen die Bedrohung Österreichs durch den Nationalsozialismus gab es im sogenannten Sozialistenprozess 1936 klare Äußerungen: Der Angeklagte Roman Felleis erklärte, die Arbeiter würden „in Zukunft nur dann für diesen Staat einstehen, wenn er wieder zur Heimstätte für ihre Rechte, für ihre Freiheit geworden ist. […] Gebt uns Freiheit, dann könnt ihr unsere Fäuste haben!“ Der Angeklagte Bruno Kreisky sagte im Prozess: „Nur freie Bürger werden gegen Knechtung kämpfen.“

## Österreich und NS-Deutschland 1933–1937

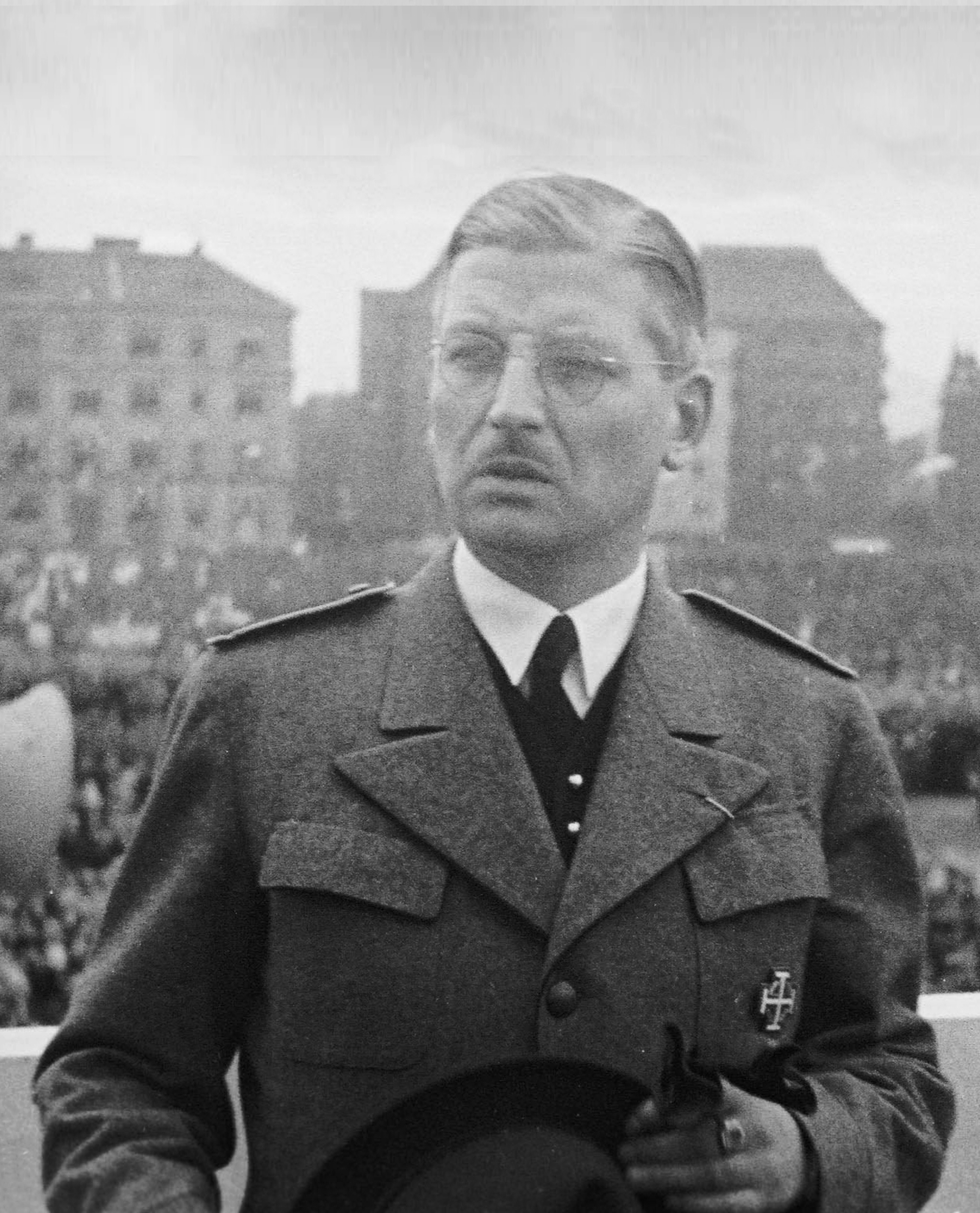
Kurt Schuschnigg (1936)

Mit der Machtübernahme der Nationalsozialistischen Deutschen Arbeiterpartei (NSDAP) in Deutschland änderten sich die Rahmenbedingungen 1933 grundlegend. Adolf Hitler, der als gebürtiger Oberösterreicher 1925 seine österreichische Staatsbürgerschaft abgelegt hatte und 1932 im Alter von 43 Jahren die deutsche Staatsangehörigkeit bekam, hielt sich trotz der schon 1924/25 in seinem Buch Mein Kampf niedergeschriebenen Forderung „Deutschösterreich muß wieder zurück zum großen deutschen Mutterlande“ dahingehend außenpolitisch zunächst zurück. Er wollte Benito Mussolini nicht verärgern, da er ein Bündnis mit ihm anstrebte.
Im Wesentlichen von Deutschland aus organisiert, versuchten am 25. Juli 1934 österreichische Nationalsozialisten unter Führung der SS-Standarte 89 den später so genannten Juliputsch gegen den diktatorischen Ständestaat, der jedoch scheiterte. Einigen Putschisten gelang es, bis in das Wiener Bundeskanzleramt vorzudringen, wo Bundeskanzler Engelbert Dollfuß durch Schüsse so schwer verletzt wurde, dass er, ohne ärztliche Hilfe gelassen, wenig später den Verletzungen erlag. Hitler bestritt die Beteiligung von deutscher Seite an dem Putschversuch. Es ist inzwischen belegt, dass er die Vorbereitung steuerte und wenige Tage vor dem Losbrechen der Aktion, trotz warnender Stimmen seine entscheidende Zustimmung gab. Bewaffnete Einheiten standen seit März 1934 zur militärischen Unterstützung in Deutschland bereit. Das entscheidende Kommando kam dann aus München. Die Beweise dafür legten österreichische Diplomaten im November 1934 dem Auswärtigen Amt und dem Reichswehrministerium in Berlin vor. Auf eine Anklage vor dem Völkerbund wurde jedoch, um die bestehenden Spannungen nicht noch mehr anzuheizen, verzichtet.
Die seit 1933 verbotene österreichische Landesorganisation der NSDAP wurde nach dem Putschversuch zwar weiterhin heimlich aus dem Deutschen Reich unterstützt, aber das deutsche Regime ging nun verstärkt dazu über, das politische System in Österreich mit Vertrauensleuten zu unterwandern. Dazu zählten, neben anderen, Edmund Glaise-Horstenau, Taras Borodajkewycz und Arthur Seyß-Inquart.
Nach Beginn der italienischen Aggression gegen Abessinien forderte Großbritannien im Oktober 1935 vor dem Völkerbund Sanktionen gegen Italien und betrieb in der Folge die Auflösung der Stresa-Front und der Verträge von Locarno. Mussolini wurde damit international isoliert und an die Seite Hitlers gedrängt. Für die in Österreich regierende Vaterländische Front bedeutete das den Verlust eines wichtigen Schutzherrn, da Italien der Garant für Österreichs staatliche Unabhängigkeit war.
Bundeskanzler Kurt Schuschnigg, Nachfolger des ermordeten Dollfuß, musste nun nach Wegen suchen, das Verhältnis zum Deutschen Reich zu verbessern. Am 11. Juli 1936 schloss er mit Hitler das Juliabkommen. Das Deutsche Reich hob die infolge des Verbots der NSDAP in Österreich 1933 verhängte Tausend-Mark-Sperre auf, in Österreich wurden inhaftierte Nationalsozialisten amnestiert und nationalsozialistische Zeitungen wieder zugelassen.
Darüber hinaus nahm Schuschnigg Vertrauensleute der Nationalsozialisten in sein Kabinett auf. Glaise-Horstenau wurde Bundesminister für nationale Angelegenheiten, Guido Schmidt Staatssekretär im Außenministerium, und Seyß-Inquart wurde in den Staatsrat aufgenommen. Die Basis der österreichischen Nationalsozialisten empfand Seyß-Inquarts Aufnahme ins Kabinett als Verrat. In der Folge wurde Odilo Globocnik, ein enger Mitarbeiter Seyß-Inquarts, wegen „parteischädigenden Verhaltens“ aus der Partei ausgeschlossen. 1937 folgte die Öffnung der Vaterländischen Front für Nationalsozialisten. In neu eingerichteten „Volkspolitischen Referaten“, die meist unter der Leitung von Nationalsozialisten standen, konnte die NSDAP sich neu organisieren.

## Krise 1938

### Das Treffen auf dem Berghof
Nach Festigung seines Bündnisses mit Mussolini, der Achse Berlin–Rom im Oktober 1936 und Italiens Beitritt zum Antikominternpakt im November 1937 wurde zunehmend deutlich, dass Österreichs Unabhängigkeit kein Konfliktgegenstand zwischen beiden Mächten mehr sein würde. Gleichwohl konnte sich Hitler nicht gänzlich sicher sein, dass Rom den Anschluss Österreichs hinnehmen werde.
Als Hitler am 5. November 1937 der Wehrmachtführung seine militärischen Pläne erläuterte, was in der so genannten Hoßbach-Niederschrift protokolliert wurde, nannte er als spätesten Zeitpunkt für die Annexion der Tschechoslowakei (→ Zerschlagung der Tschechoslowakei) und Österreichs das Jahr 1943, unter günstigen Umständen könne dies schon 1938 erfolgen. Zu diesem Zeitpunkt plante Hitler also noch, Österreich militärisch zu erobern. Gleichzeitig scheute er aber vor einem Krieg noch zurück. So erklärte er wenige Wochen nach der von Friedrich Hoßbach festgehaltenen Besprechung am 16. Dezember 1937, er wolle keine „Brachiallösung“ der Anschlussfrage, „solange dies aus europäischen Gründen unerwünscht ist“. Anscheinend hoffte er auf eine Machtergreifung der österreichischen Nationalsozialisten ohne Hilfe von außen, wie sie auch ihm gelungen war.
Von Berlin aus wurde die nationalsozialistische Untergrundbewegung in Österreich daher ermutigt, und seit dem Juliabkommen wuchs ihr Einfluss. Die Bemühungen von Bundeskanzler Schuschnigg um eine britische Garantieerklärung scheiterten im Frühsommer 1937. Aber auch bei Hitler lief der Plan nicht glatt ab, weshalb er am 4. Februar 1938 die Blomberg-Fritsch-Krise inszenierte, um zwei wesentliche Kontrahenten auszuschalten, die sein Vorgehen hätten stören können. Der deutsche Botschafter in Wien, Franz von Papen, riet Schuschnigg Anfang Februar 1938 zu einem Treffen mit Hitler, dem dieser nach einigem Zögern zustimmte. Mit Seyß-Inquart arbeitete er eine Reihe von Zugeständnissen aus, die er Hitler vorlegen wollte. Ohne Schuschniggs Wissen spielte Seyß-Inquart die geplanten Zugeständnisse Hitler zu.
Am Morgen des 12. Februar traf Schuschnigg auf dem Berghof in Bayern ein. Hitler empfing ihn auf der Treppe des Berghofs und führte ihn in sein Arbeitszimmer. Nachdem er kurz auf Schuschniggs Hinweis auf die schöne Aussicht eingegangen war, kam er unvermittelt auf die österreichische Politik zu sprechen: Österreichs Geschichte sei ein ununterbrochener Volksverrat. Dieser geschichtliche Widersinn müsse endlich sein Ende finden. Er, Hitler, sei fest entschlossen, dem allen ein Ende zu machen, seine Geduld sei erschöpft. Österreich stehe allein, weder Frankreich noch Großbritannien noch Italien würden zu seiner Rettung auch nur einen Finger rühren. Schuschnigg habe nur noch bis zum Nachmittag Zeit. Beim Mittagessen zeigte sich Hitler als aufmerksamer Gastgeber, doch auch die drei Generäle, die eine mögliche Operation gegen Österreich kommandieren sollten, saßen an der Tafel. Ribbentrop und Papen legten Schuschnigg am Nachmittag ein Dokument mit Forderungen vor, die deutlich über Schuschniggs geplante Zugeständnisse hinausgingen. Hitler drohte mit dem Einmarsch der Wehrmacht, sollte Schuschnigg nicht die Forderungsliste unterschreiben. Forderungen waren unter anderem die Aufhebung des Parteiverbots für die österreichischen Nationalsozialisten und deren volle Agitationsfreiheit sowie die Einbindung von Vertrauensleuten des NS-Regimes in Schlüsselstellen der Regierung: Seyß-Inquart sollte zum Innenminister, Glaise-Horstenau zum Kriegsminister und Hans Fischböck zum Finanzminister ernannt werden. Es war ein Ultimatum, Hitler lehnte es ab, über den Text zu verhandeln. Als Schuschnigg erklärte, er sei zwar zur Unterzeichnung bereit, könne aber die Ratifizierung nicht garantieren, rief Hitler General Keitel herbei. Hitler erklärte sich jetzt bereit, den Österreichern drei Tage Frist bis zur Unterzeichnung des Dokumentes zu geben. Schuschnigg unterschrieb und lehnte die Einladung Hitlers zum Souper ab. In Begleitung Papens fuhr er zur Grenze und erreichte in Salzburg wieder Österreich. Schuschnigg beugte sich den Drohungen und glaubte, mit dem Berchtesgadener Abkommen die Selbständigkeit Österreichs sichern zu können. Wie von Hitler gefordert, wurde Seyß-Inquart am 16. Februar zum Innenminister ernannt und erlangte damit die Kontrolle über die österreichische Polizei.
Auch Hitler war zunächst mit dem Resultat zufrieden: Nach Einschätzung des Historikers Henning Köhler hatte er die Krise nur aus innenpolitischen Gründen eskalieren lassen, um von der Blomberg-Fritsch-Krise abzulenken, und ein besseres Ergebnis erzielt als erwartet.
Das Berchtesgadener Abkommen führte am 14. Februar 1938 zu Proteststreiks in Wiener Betrieben. Am 16. Februar ersuchten Vertrauensmänner dieser Betriebe um ein persönliches Gespräch mit Schuschnigg, um die Bereitschaft der Arbeiter zum Kampf für ein freies Österreich zu erklären. Schuschnigg ging erst am 4. März darauf ein. Am 7. März kam es in der Folge zu einer Vertrauensleutekonferenz im sozialdemokratischen Arbeiterheim Floridsdorf; das einzige Treffen seiner Art, das aufgrund des Parteiverbots der SDAPÖ nicht konspirativ abgehalten werden musste. Die Regierung ging aber auf die Forderung nach Wahlen im von der Diktatur errichteten Gewerkschaftsbund nicht ein.
Für die von Schuschnigg angekündigte Volksabstimmung wurden von den Revolutionären Sozialisten 200.000 Flugblätter gedruckt, die nach der Absage der Abstimmung verbrannt wurden.

### Hitlers Ultimatum
Durch militärische Vorbereitungen gegen Österreich wurde der Druck beibehalten.
Seit 1936 war Hermann Göring mit der Verwirklichung der wirtschaftlichen Autarkie Deutschlands betraut, wobei – von offizieller Seite rein völkisch – sein Interesse am „Zusammenschluß“ mit dem Nachbarstaat Österreich und dessen begehrenswerten Rohstoff- und Devisenvorräten aber nicht nur wirtschaftlich, sondern auch persönlich motiviert war. Von Göring um eine Stellungnahme gebeten, erklärte der britische Botschafter Nevile Henderson, der schon im Mai 1937 gegenüber seinem österreichischen Amtskollegen Stephan Tauschitz deutlich gemacht hatte, dass er „die Selbständigkeitsbestrebungen des Landes, ‚das doch genauso deutsch sei wie Deutschland‘, nie recht begriffen habe“, im Sinn der Appeasement-Politik am 3. März 1938 gegenüber Hitler, dass Großbritannien die Ansprüche Deutschlands gegenüber Österreich prinzipiell für berechtigt halte. Die österreichischen Nationalsozialisten erhielten durch die Berchtesgadener Geschehnisse großen Auftrieb.
Schuschnigg erkannte, dass seine neuen Regierungspartner ihm innerhalb weniger Wochen den Boden unter den Füßen wegzogen und dabei waren, die Macht zu übernehmen. Am 24. Februar 1938 beschwor er in einer öffentlichen Rede die Unabhängigkeit Österreichs: „Bis in den Tod! Rot-Weiß-Rot! Österreich!“
Inhalt und Ton von Schuschniggs Rede lösten bei Hitler erste Irritationen aus, die sich noch steigerten, als Schuschnigg am 9. März bekanntgab, bereits am folgenden Sonntag, dem 13. März, eine Volksabstimmung zur Unabhängigkeit Österreichs abhalten zu wollen.
Die Frage sollte lauten, ob das Volk ein „freies und deutsches, unabhängiges und soziales, ein christliches und einiges Österreich“ wolle oder nicht. Schuschnigg unterließ es, dazu das Kabinett zu befragen, wie es in der Verfassung anlässlich einer Volksabstimmung vorgeschrieben war. Die Stimmauszählung sollte allein von der Vaterländischen Front vorgenommen werden. Die Angehörigen des öffentlichen Dienstes sollten am Tage vor der Wahl in ihren Abteilungen geschlossen unter Aufsicht zur Wahl gehen und ihre ausgefüllten Wahlzettel ihren Vorgesetzten offen übergeben. Außerdem sollten in den Wahllokalen nur Stimmzettel mit dem Aufdruck „JA“ ausgegeben werden, was ein „Ja“ zur Unabhängigkeit bedeutet hätte. Innenminister Seyß-Inquart und Minister Glaise-Horstenau erklärten ihrem Bundeskanzler unverzüglich, dass die Abstimmung in dieser Form verfassungswidrig sei.
Ob das Plebiszit nun eine „Flucht nach vorn“ des österreichischen Kanzlers war oder ein „schwerer Fehler“, damit sah Hitler jedoch seinen Plan zur Einnahme Österreichs in Gefahr und änderte erneut seine Strategie. Nunmehr ging er daran, sein Ziel sofort zu erreichen: Er befahl unmittelbar die Mobilmachung der für den Einmarsch vorgesehenen 8. Armee und wies Seyß-Inquart am 10. März an, ein Ultimatum zu stellen und die österreichischen Parteianhänger zu mobilisieren. Die Reichsregierung forderte die Verschiebung beziehungsweise die Absage der Volksbefragung. Joseph Goebbels notierte in sein Tagebuch:

„Noch bis 5h nachts mit dem Führer allein beraten. Er glaubt, die Stunde ist gekommen. Will nur noch die Nacht darüber schlafen. Italien und England werden nichts machen. Vielleicht Frankreich, aber wahrscheinlich nicht. Risiko nicht so groß wie bei der Rheinlandbesetzung.“

Am folgenden Tag, dem 11. März 1938, übernahm Göring per Telefon und Telegraf die Regie bei der Vorbereitung zum „Anschluss“ Österreichs. Er verlangte daraufhin ultimativ Schuschniggs Rücktritt und die Ernennung Seyß-Inquarts zum Bundeskanzler. Der deutsche Militärattaché Wolfgang Muff überbrachte in Wien das Ultimatum Hitlers, das von Göring zusätzlich in Telefonaten mit Seyß-Inquart und Schuschnigg bekräftigt wurde. Einer Weisung aus Berlin folgend, strömten die österreichischen Nationalsozialisten in das Bundeskanzleramt und besetzten Stiegen, Gänge und Ämter. Am Nachmittag des 11. März willigte Schuschnigg ein, die Volksabstimmung um drei Wochen zu verschieben. Am Abend erzwang Göring mit einem Ultimatum mit Frist von zwei Stunden, sofort in Österreich einzumarschieren, dessen Rücktritt zugunsten Seyß-Inquarts; der christlichsoziale Bundespräsident Wilhelm Miklas hatte zuvor mehrere Nicht-Nationalsozialisten vergeblich dazu zu bewegen versucht, die Kanzlerschaft zu übernehmen. Das gesetzte Ultimatum war auf 19:30 Uhr bestimmt worden.
Schuschnigg erklärte seinen Rücktritt im Rundfunk („Gott schütze Österreich!“) und wies das österreichische Bundesheer an, sich beim Einmarsch deutscher Truppen ohne Gegenwehr zurückzuziehen.
Gleichzeitig begann in Wien und allen Landeshauptstädten die Machtübernahme durch österreichische Nationalsozialisten, die noch am Abend des 11. März an zahlreichen öffentlichen Gebäuden Hakenkreuzfahnen hissten, lang bevor der Einmarsch der deutschen Wehrmacht begann. Das Bundeskanzleramt in Wien, wo auch Bundespräsident Miklas amtierte, wurde – angeblich zu seinem Schutz – von Bewaffneten umstellt. Am 12. März 1938 amtierten vielerorts in der Nacht vom 11. auf den 12. März bestellte NS-Amtsträger.
Zur öffentlichen Bemäntelung hatte Göring angeblich infolgedessen, mit dem Einverständnis Hitlers, ein Telegramm mit der Bitte um die Entsendung von Truppen des Reiches aufsetzen lassen. Das entspricht jedoch nicht den Tatsachen, da der Einmarsch bereits vor diesem Sachstand für den 12. März geplant war. Die Bitte um Rücknahme der Entscheidung des Einmarsches, da kurz vor Mitternacht der Rücktritt von Miklas erklärt wurde, lehnte Hitler ab, da nun schon alles eingeleitet worden sei. Um diese Entscheidung Hitlers bekräftigen zu lassen, war dieser sogar in der Nacht vom 11. zum 12. März geweckt und ihm vorgeschlagen worden, den Einsatzbefehl zurückzunehmen, was er aber verweigerte. Angeblich soll sich der Neuernannte das Telegramm im Namen des neuen Bundeskanzlers Seyß-Inquart selbst zugesandt haben. Letzterer wurde über die „dringende Bitte“ der „provisorischen österreichischen Regierung“ erst nachträglich informiert.

### Kontroverse um die Entschlussbildung
Wie die Entschlussbildung innerhalb der nationalsozialistischen Polykratie im März 1938 konkret verlief, ist in der Forschung strittig:
Der Göring-Biograph Alfred Kube glaubt, dass es in erster Linie auf Görings Initiative zurückzuführen gewesen sei, dass Schuschniggs Plan eines Plebiszits nicht nur vereitelt, sondern gleich das ganze Nachbarland annektiert wurde. Hitler sei dabei zunächst eher zögerlich gewesen. Diese These, die auf Görings Aussagen im Nürnberger Prozess gegen die Hauptkriegsverbrecher zurückgeht, wird von einem großen Teil der Geschichtswissenschaftler geteilt.
Dem widerspricht der Heidelberger Historiker Georg Christoph Berger Waldenegg: Nach seiner Analyse habe man Hitler durchaus nicht „zu seinem Glück drängen“ müssen: Nach Schuschniggs provokantem Plebiszit-Vorschlag sei er so erzürnt gewesen, dass, wie Botschafter Henderson erfuhr, die Gemäßigten in der Führung des Reiches ihn nicht mehr hätten zurückhalten können.
Auch nach Einschätzung Henning Köhlers lag die Initiative zum Anschluss bei Hitler. Er deutet die Anschlusskrise funktionalistisch als ein Indiz für den sprunghaften Charakter der NS-Außenpolitik, die nicht nach einem vorab festgelegten Programm vorging, sondern von Fall zu Fall improvisierte und pragmatisch Gelegenheiten nutzte, wo sie sich gerade boten.
Der britische Historiker Richard J. Evans erklärt Hitlers Entschlussbildung mit mehreren Faktoren: Neben der beginnenden Aufrüstung der Westmächte und der Unsicherheit, wie lange sie noch bei ihrer Appeasement-Politik bleiben würden, habe Hitler sich Sorgen um seine Gesundheit gemacht; zudem sei ihm ein außenpolitischer Coup als geeignetes Mittel erschienen, die Krise innerhalb der Wehrmachtsführung zu überwinden. Die zunehmende Annäherung an das faschistische Italien habe schließlich die Gelegenheit zur Annexion Österreichs geboten, ein Ziel, das er als gebürtiger Österreicher seit 1933 nie aus dem Auge verloren habe.

## Vollzug des „Anschlusses“

### Einmarsch

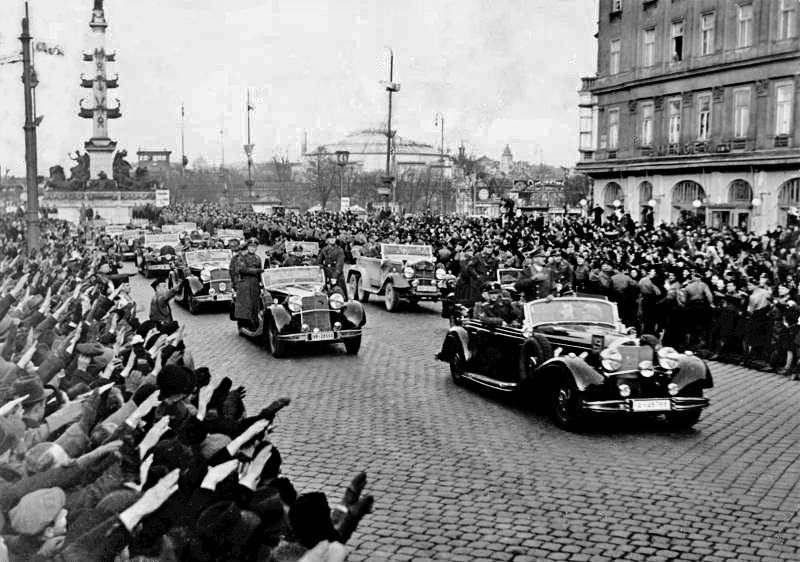
Wagenkolonne Hitlers in Wien (Praterstern), März 1938

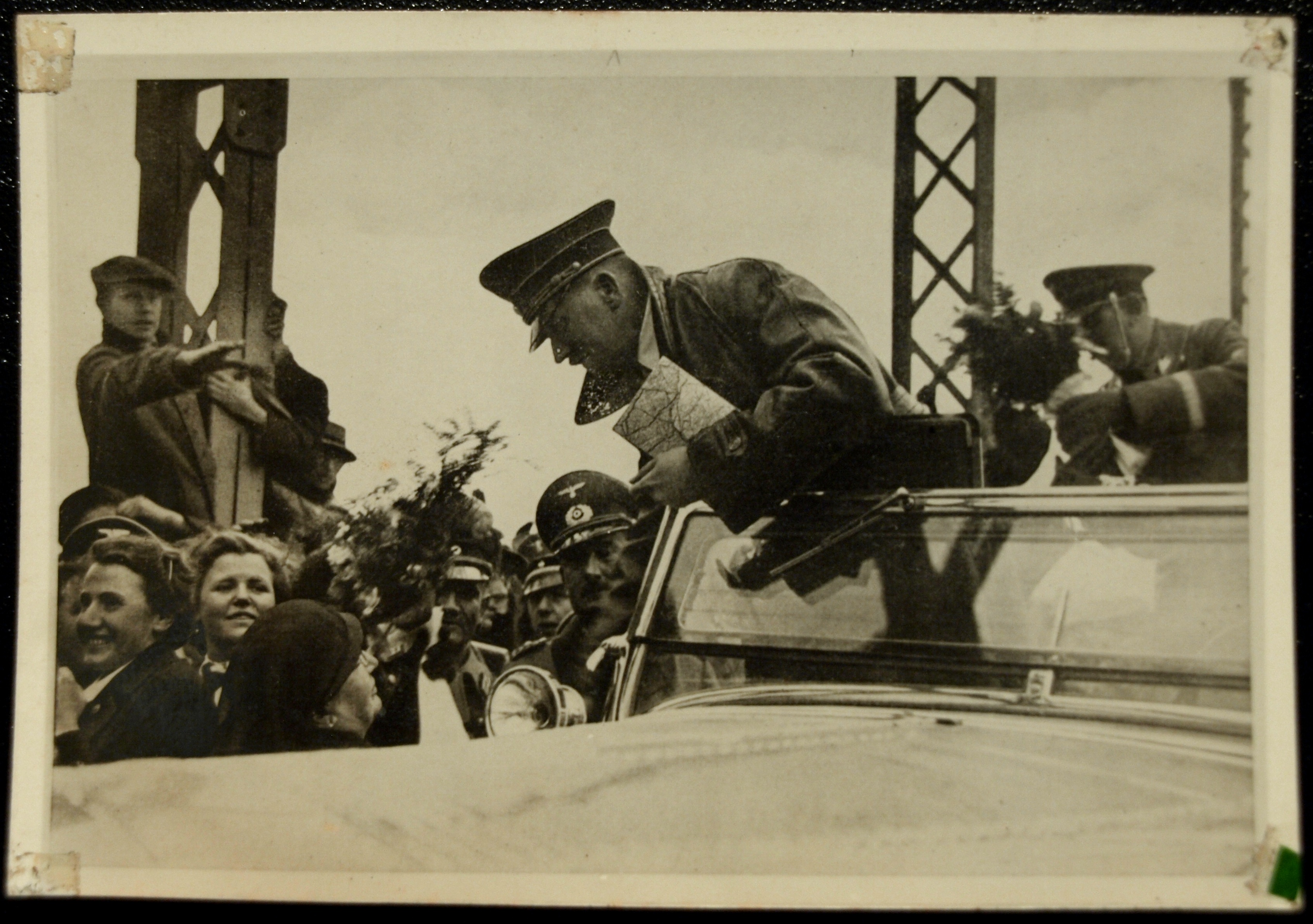
Hitler im März 1938 an der deutsch-österreichischen Grenze

Nachdem Hitler am 11. März 1938 die militärische Weisung für den Einmarsch in Österreich unter dem Decknamen „Unternehmen Otto“ erteilt hatte, rückten am 12. März 1938 Soldaten der Wehrmacht, Einheiten der SS-Verfügungstruppe und Polizisten – insgesamt rund 65.000 Mann mit teils schwerer Bewaffnung – unter dem Jubel großer Teile der österreichischen Bevölkerung ein. In einer deutschen Proklamation wurde verkündet, Hitler habe sich entschlossen, sein Heimatland zu befreien und den notleidenden Brüdern zu Hilfe zu kommen. Somit stand er als Vollender der großdeutschen Sehnsucht da, die viele Österreicher in der Zwischenkriegszeit empfanden. Aktive Gegenwehr gab es nirgends, obwohl die chaotischen Verhältnisse, die die hastig improvisierte Vorbereitung des Einmarsches vielerorts verursacht hatte, dazu Gelegenheit geboten hätten. Lediglich das Bundesheerbatallion unter der Leitung von Edwin Liwa zwang die Wehrmachtseinheiten am Fernpass in Tirol einen Tag lang zur Umkehr. Bundeskanzler Schuschnigg hatte das Bundesheer angewiesen, kein „deutsches Blut“ zu vergießen, weshalb Liwas Einheit die Grenze nur mit passiver Gegenwehr bis zum 13. März verteidigte, als der Rückzugsbefehl auch ihn erreichte.
In Wien traf am 12. März um 4:30 Uhr auf dem Flughafen Aspern der Reichsführer SS Heinrich Himmler in Begleitung von SS-Leuten und Polizeibeamten ein, um die Übernahme der österreichischen Polizei durchzuführen; er wurde von Ernst Kaltenbrunner und Michael Skubl erwartet. Unter Glockengeläut überschritt Hitler am Nachmittag des 12. März bei seiner Geburtsstadt Braunau die Grenze und erreichte vier Stunden später Linz, wo er vom Balkon des Rathauses aus eine kurze Ansprache hielt und erklärte, er habe den Auftrag, seine teure Heimat dem Reich wiederzugeben. Seyß-Inquart bildete für zwei Tage (12. und 13. März) eine von Miklas angelobte nationalsozialistische Bundesregierung. Noch am selben Abend trafen in Linz Hitler und Seyß-Inquart zusammen und vereinbarten die sofortige Durchführung der „Wiedervereinigung“ ohne die früher geplanten Übergangsfristen.

### Anschlussgesetz
Das Gesetz über die Wiedervereinigung Österreichs mit dem Deutschen Reich wurde am folgenden Tag, dem 13. März, im Hotel Weinzinger in Linz von Hitler für das Reich (RGBl. I 1938, S. 237) und von Seyß-Inquart für Österreich (BGBl. Nr. 75/1938) vereinbart. Es wurde gemäß Art. III Abs. 2 des von der Diktatur Dollfuß erlassenen Bundesverfassungsgesetzes vom 30. April 1934 über außerordentliche Maßnahmen im Bereich der Verfassung, des sogenannten „Ermächtigungsgesetzes 1934“, in der zweiten Kabinettssitzung der Regierung Seyß-Inquart in Wien beschlossen.
Bundespräsident Miklas trat daraufhin zurück, da er das sogenannte Wiedervereinigungsgesetz nicht beurkunden wollte; als Staatsoberhaupt für wenige Minuten nahm Seyß-Inquart die Beurkundung vor. Im Reich kam das Gesetz am gleichen Tag durch Beschluss der deutschen Reichsregierung zustande. Der 13. März 1938 gilt daher juristisch als Datum des „Anschlusses“. Österreich war nun als Land Österreich völkerrechtlich Teil des Deutschen Reiches, die Bundesregierung Seyß-Inquart amtierte als Österreichische Landesregierung unter der Aufsicht der Reichsregierung weiter. Nach dem Anschluss an das Deutsche Reich wurde Österreich aus der Liste der Völkerbundmitglieder gestrichen, weil es sich um den Untergang eines Mitgliedstaates handelte.

### Massenbegeisterung und Terror

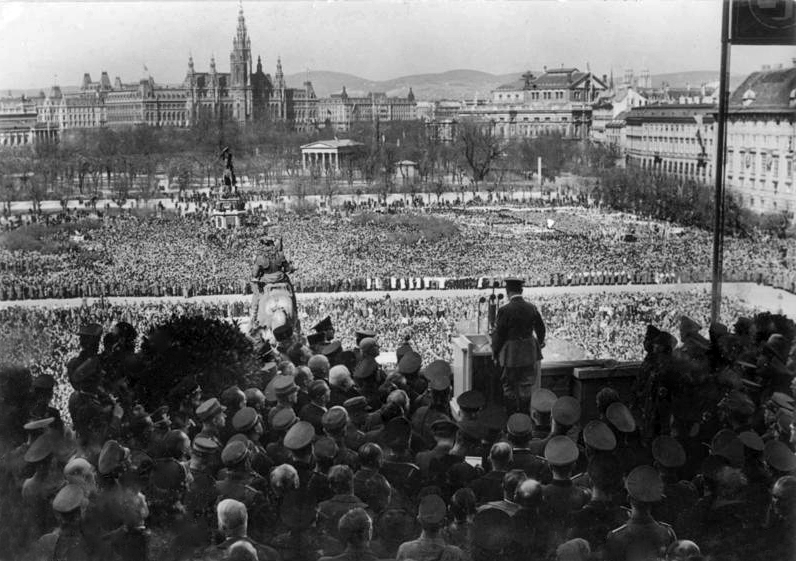
Rede Hitlers an die jubelnden Massen auf dem Wiener Heldenplatz vom Balkon im ersten Obergeschoss der Hofburg aus, 15. März 1938

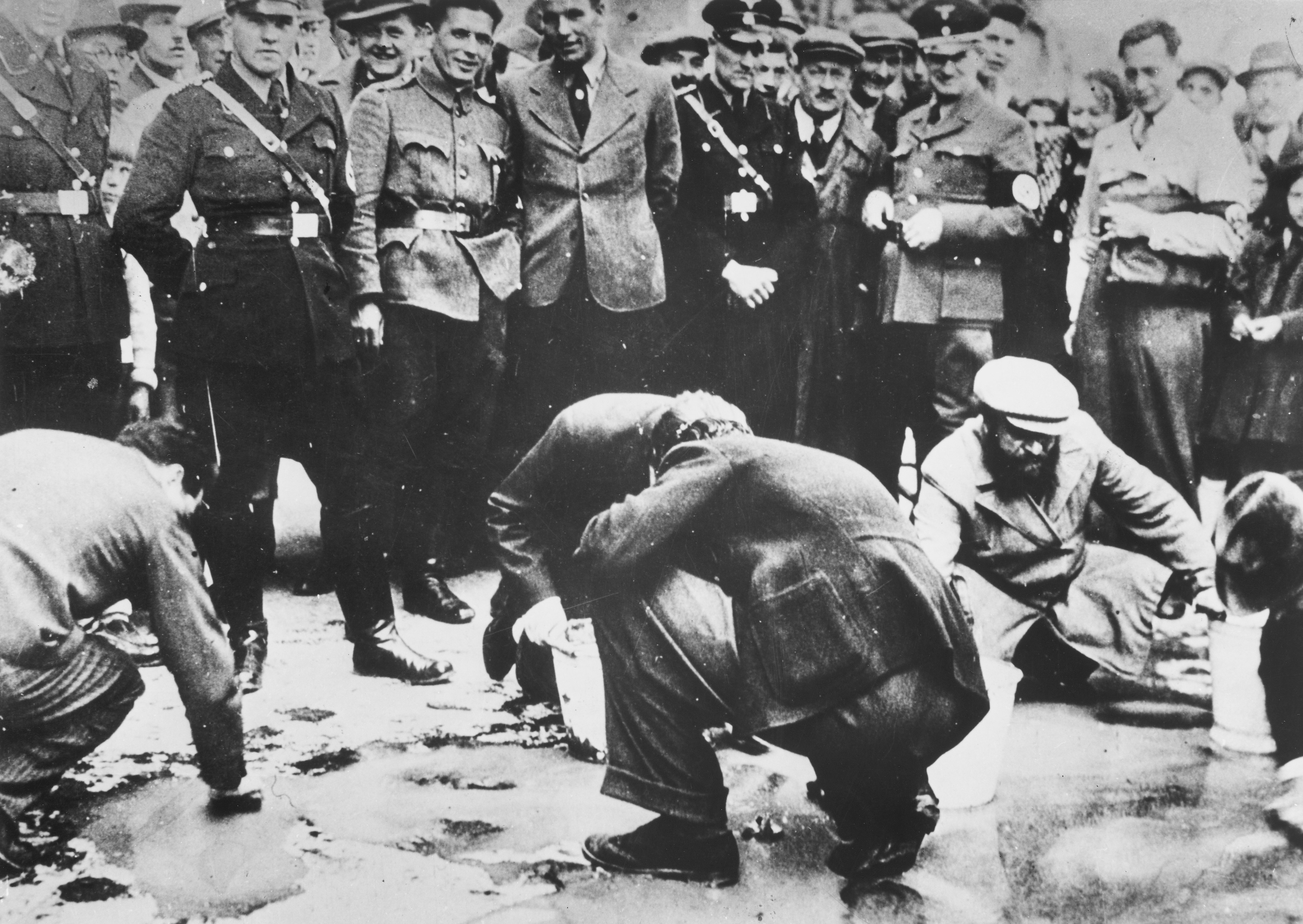
Uniformierte und Zivilisten sahen zu, als Wiener Juden von Nationalsozialisten im März 1938 dazu gezwungen wurden, proösterreichische Parolen für die abgesagte Volksabstimmung Schuschniggs von den Gehsteigen zu waschen (sogenannte Reibpartien).

Am 15. März verkündete Hitler auf dem Heldenplatz in Wien unter dem Jubel von ca. 250.000 Menschen „den Eintritt meiner Heimat in das Deutsche Reich“. (Die exakte Zahl der Zuhörer ist nicht ermittelt. Überwiegend werden 250.000 angenommen.) Er bezeichnete Österreich als „älteste Ostmark des Deutschen Volkes“ und „jüngstes Bollwerk der Deutschen Nation und damit des Deutschen Reiches“, vermied aber, den Namen Österreich zu nennen. In zahlreichen Wiener Betrieben war die Belegschaft dazu verpflichtet worden, an dieser Kundgebung geschlossen teilzunehmen. Der Jubel auf dem Heldenplatz spiegelte die begeisterte Stimmung in einem großen Teil der Bevölkerung wider.
Bereits in den ersten Tagen nach der Machtübernahme inhaftierten die neuen Machthaber unter Mithilfe österreichischer Anhänger rund 70.000 Menschen, insbesondere in Wien. Darunter waren viele Politiker und Intellektuelle der Ersten Republik und des Ständestaates sowie vor allem Juden. Der Terror hatte aber bereits vor dem Einmarsch der Wehrmacht begonnen: In einer „Orgie der Gewalt ohnegleichen“ (Hans Mommsen) wurden gleich am 12. März Tausende jüdische Einrichtungen und Geschäfte geplündert, Juden öffentlich misshandelt und gedemütigt. So wurden sie unter anderem gezwungen, in so genannten Reibpartien Bürgersteige von anti-nationalsozialistischen Slogans zu reinigen. Dieser Ausbruch antisemitischen Hasses erfolgte spontan und war von keiner Seite vorhergesehen worden. Insgesamt gingen über 8000 jüdische Einzelhandelsgeschäfte in „arischen“ Besitz über oder mussten ganz schließen. Insbesondere Angehörige der österreichischen NSDAP und ihrer angeschlossenen Organisationen bereicherten sich schamlos. Gauleiter Josef Bürckel versuchte im April 1939 vergeblich, von ihnen eine Arisierungsabgabe einzutreiben. Der österreichische Pogrom vom März 1938 übertraf in Ausmaß und Brutalität die Verhältnisse in Deutschland bei weitem. Er gab der antijüdischen Politik im „Altreich“ neuen Schub, die im selben Jahr in den Novemberpogromen einen neuen Höhepunkt erreichte.
In der Schweiz trafen zehntausende Flüchtlinge ein, die meisten auf der Durchreise, während man die Anzahl der Flüchtlinge aus Österreich in der Schweiz am Vorabend des „Anschlusses“ auf 5000 geschätzt hatte. Vor dem Übertritt der Grenze war es den Ausreisenden nach Gepäckkontrolle und Leibesvisitation nur erlaubt, 10 Mark oder 20 Schilling mitzunehmen, Juden mussten auch Wertgegenstände abgeben.
Der am 11. März zurückgetretene Bundeskanzler Schuschnigg wurde zunächst in seiner Dienstwohnung im Belvedere unter Hausarrest gestellt, dann monatelang im Wiener Gestapo-Hauptquartier, dem ehemaligen Hotel Métropole, inhaftiert und später wie die meisten anderen Häftlinge in das KZ Dachau deportiert, wo er allerdings wesentlich besser behandelt wurde als die anderen Häftlinge (Hitler überlegte, ihn für einen später geplanten Schauprozess bereitzuhalten).
Die Polizei, die jetzt Himmler unterstellt war, unterband jeden Widerstand. Die Grenzen wurden abgeriegelt, um Regimegegnern die Flucht unmöglich zu machen. Am Brenner trafen schließlich deutsche und italienische Truppeneinheiten zu freundschaftlichen Zeremonien zusammen.
Carl Zuckmayer beschrieb den Vorgang 1966 in seiner Autobiografie Als wär’s ein Stück von mir.

### Volksabstimmung

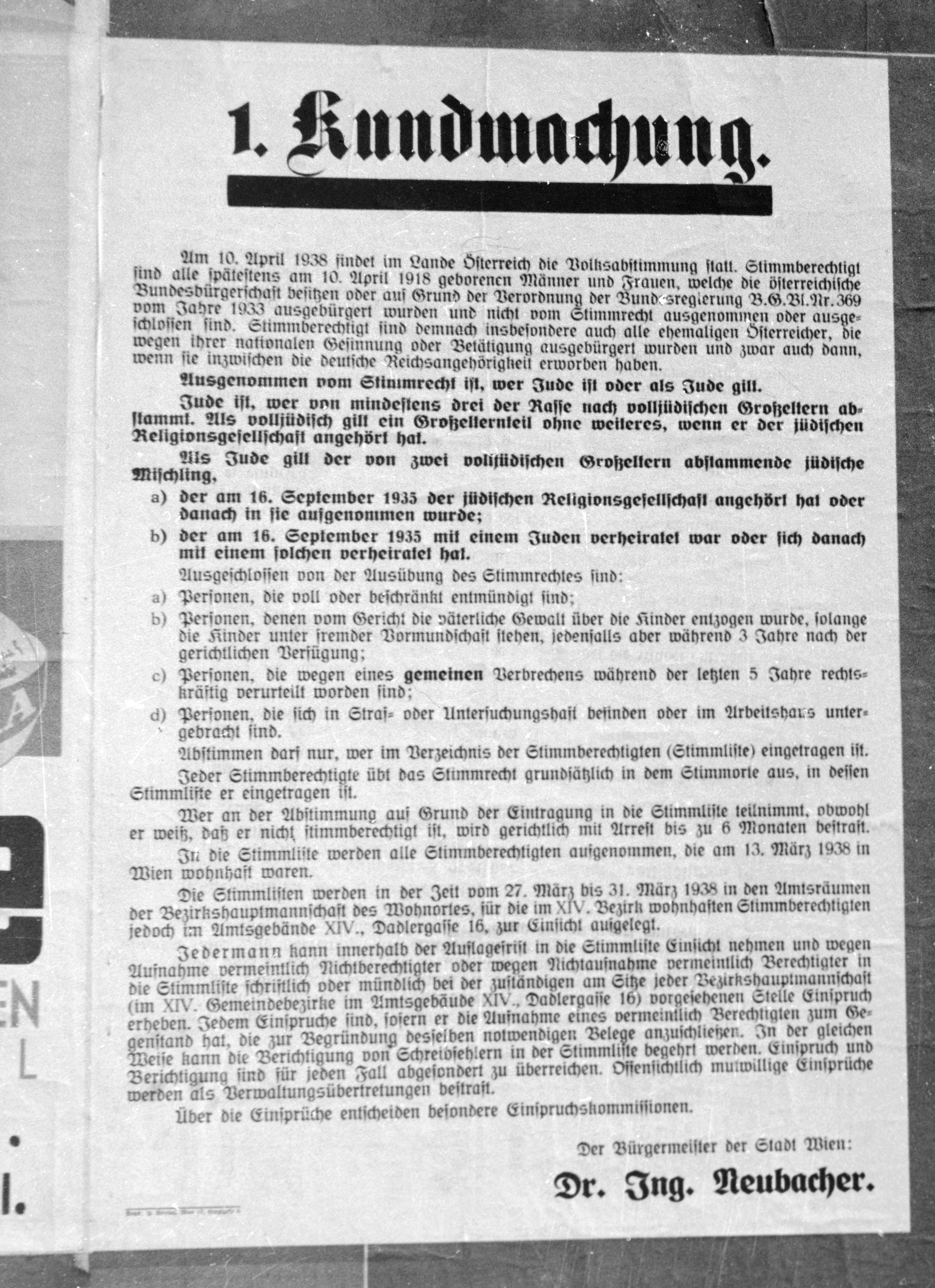
Juden wurden von der Volksabstimmung ausgeschlossen.

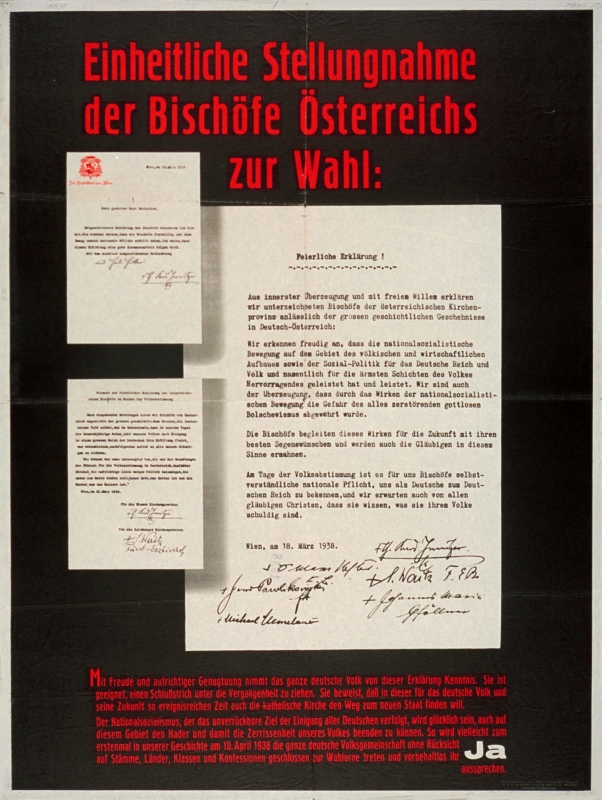
Einheitliche Stellungnahme der Bischöfe Österreichs zur Volksabstimmung, Plakat herausgegeben von Josef Bürckel

Hitler ließ die Vereinigung Österreichs mit dem Deutschen Reich durch eine Volksabstimmung am 10. April 1938 nachträglich billigen und verband die Entscheidung über den „Anschluss“ auch mit einem Zustimmungsvotum zu sich selbst. Für die Organisation war Josef Bürckel verantwortlich, der 1935 schon die für die Nationalsozialisten sehr erfolgreiche Volksabstimmung im Saargebiet organisiert hatte.
Die dem Volk vorgelegte Fragestellung lautete:

„Bist Du mit der am 13. März 1938 vollzogenen Wiedervereinigung Österreichs mit dem Deutschen Reich einverstanden und stimmst Du für die Liste unseres Führers Adolf Hitler?“

Im Vorfeld waren prominente österreichische Persönlichkeiten öffentlich für das Ja eingetreten, so der Wiener Kardinal Theodor Innitzer, der bereits am 18. März eine affirmative „Feierliche Erklärung“ der Bischöfe freiwillig mit „und Heil Hitler“ unterzeichnete, wie auch der Präsident des evangelischen Oberkirchenrates Robert Kauer. Auch der ehemalige Staatskanzler Karl Renner riet im Neuen Wiener Tagblatt, mit Ja zu stimmen; er nannte die Erste Republik (1918–1938), für deren Gründung die Sozialdemokratie sich starkgemacht hatte, eine „zwanzigjährige Irrfahrt des österreichischen Volkes“. Unterstützer waren auch der frühere Bundespräsident Michael Hainisch sowie Künstler wie Paula Wessely, Paul Hörbiger, Hilde Wagener, Friedl Czepa, Ferdinand Exl, Erwin Kerber, Rolf Jahn, Josef Weinheber und Karl Böhm („Wer dieser Tat unseres Führers nicht mit einem hundertprozentigen Ja zustimmt, verdient nicht, den Ehrennamen Deutscher zu tragen“).
In mehreren Städten Österreichs fanden vor der Abstimmung penibel inszenierte Auftritte hoher Funktionäre der NSDAP statt, so von Goebbels, Göring, Heß und anderen. Hitler hielt hierzu am 9. April in der Nordwestbahnhalle in Wien eine Ansprache. Die Nationalsozialisten selbst stellten den Vorgang in den Kontext der deutschen Frage und stilisierten den Anschluss als die Realisierung der großdeutschen Lösung: Die kleindeutsche Lösung der deutschen Frage, die Otto von Bismarck 1871 erzielt hatte, schien damit überwunden zu sein.

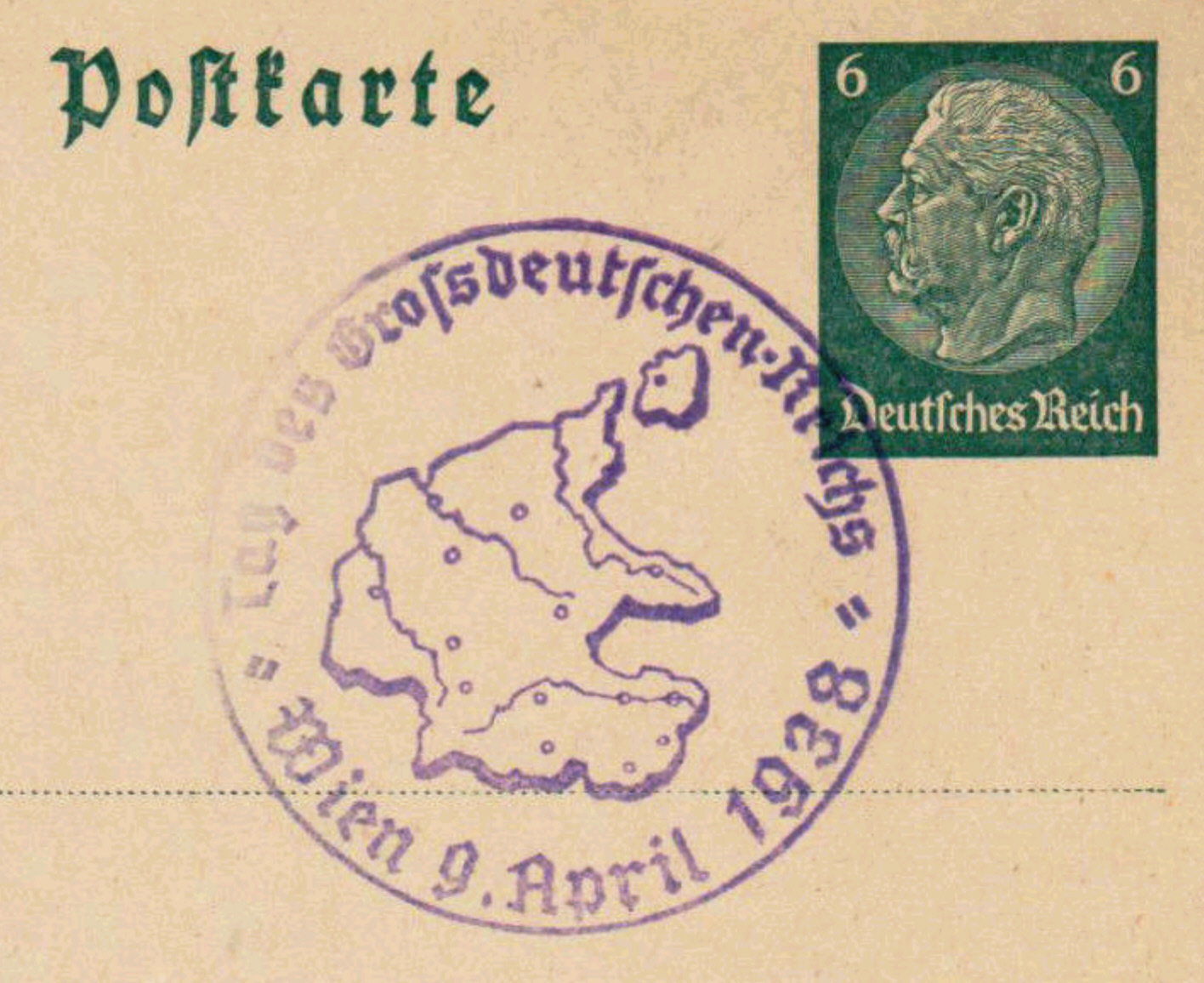
Reichspost-Sonderstempel am 9. April 1938

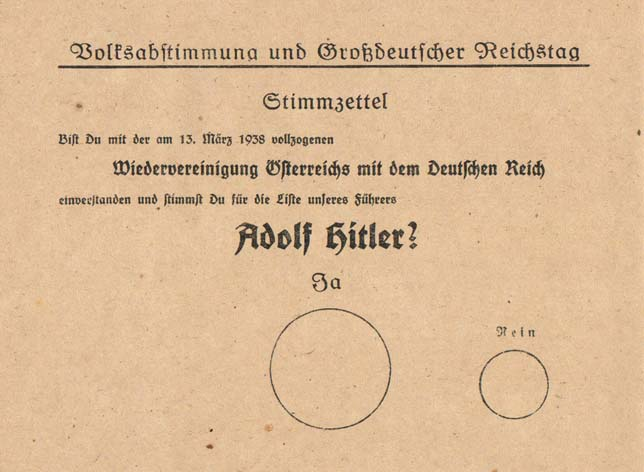
Stimmzettel vom 10. April 1938 zum Anschluss Österreichs an das Deutsche Reich

Die nationalsozialistische Propaganda durchdrang alle Lebensbereiche: Fahnen, Banner und Plakate mit Parolen und dem Hakenkreuzsymbol wurden in allen Städten, an Straßenbahnen, an Wänden und eigens errichteten Plakatständern und Säulen angebracht. Allein in Wien fanden sich rund 200.000 Hitler-Porträts an öffentlichen Orten. Selbst auf Poststempeln war zu lesen: Am 10. April dem Führer Dein „Ja“.
Presse und Rundfunk waren fest in der Hand der neuen Machthaber, hatten kein anderes Thema als das Ja, so dass es keine öffentlichen Gegenstimmen geben konnte. Die Satirezeitschrift Kladderadatsch etwa brachte am Tag der Abstimmung eine Zeichnung Otto von Bismarcks auf dem Titelbild, der mit einem Wahlzettel „Dem Schöpfer Großdeutschlands“ seine Reverenz erwies. Rund acht Prozent der eigentlich Wahl- und Stimmberechtigten waren von der Abstimmung ausgeschlossen worden: etwa 200.000 Juden, rund 177.000 „Mischlinge“ und die bereits zuvor aus politischen oder rassischen Gründen Verhafteten.
Bei der Abstimmung selbst machten viele Wähler öffentlich vor den Wahlhelfern ihr Kreuz bei Ja und nicht in der Wahlzelle, um den Verdacht zu vermeiden, gegen den „Anschluss“ gestimmt zu haben und um nicht als „Systemgegner“ möglichen Repressalien ausgesetzt zu sein. Das Wahlgeheimnis wurde praktisch nicht gewahrt, es gab meist keine Alternative zu einer offenen Abstimmung, ohne sich und seine Familie möglicher politischer Verfolgung auszusetzen. Zusätzlich ließen die Nationalsozialisten verbreiten, das Wahlgeheimnis sei nicht gewährleistet, es fänden geheime Kontrollen statt. Personen, die sich kritisch über die Volksabstimmung äußerten oder ein „Nein“ empfahlen, wurden angezeigt und mussten mit harten Strafen rechnen.
Schon am 8. April wurde das Kreuzfahrtschiff Wilhelm Gustloff genutzt, um 2000 in England lebende Deutsche und Österreicher an Bord zu nehmen, um ihnen dann am 10. April drei Meilen vor der englischen Küste die Möglichkeit zur Abstimmung im „schwimmenden Wahllokal“ zu geben.
Am Abend des 10. April berichtete Bürckel aus dem Wiener Konzerthaus das Ergebnis der Abstimmung nach Berlin. Laut amtlichen Angaben hatten 99,73 % der Abstimmenden zugestimmt. Im bisherigen Reichsgebiet, nunmehr als Altreich bezeichnet, stimmten angeblich 99,08 % für den „Anschluss“. Laut Statistik des Deutschen Reiches gab es in Österreich 4,474 Millionen Stimmberechtigte, die Wahlbeteiligung in Österreich lag bei 99,71 %, im Altreich bei 99,59 %.
Die Einstellung der österreichischen Bevölkerung gegenüber einem Anschluss und die hierfür verantwortlichen Motive sind Gegenstand einer historischen und politischen Debatte. Zahlen darüber, wie viele Österreicher für den „Anschluss“ waren, sind auch nicht annähernd zu liefern. Erstens fehlen entsprechende Umfragen, zweitens hat Schuschnigg seine Volksbefragung abgesagt und drittens kann die am 10. April durchgeführte Volksabstimmung nicht als frei bezeichnet werden. Der Historiker Hans-Ulrich Thamer rückt das Ergebnis der Volksabstimmung, das „alle bisherigen totalitären Traummarken“ übertraf, in einen Zusammenhang mit dem Jubel, der Zustimmung und der verbreiteten Erleichterung, dass Kämpfe vermieden werden konnten. Der Politikwissenschaftler Otmar Jung zitiert die Einschätzung der Deutschland-Berichte der Sopade, wonach auch in einer freien Abstimmung etwa 80 % für den „Anschluss“ gestimmt hätten, was indes nicht gleichbedeutend mit einem Bekenntnis zum Nationalsozialismus sei. Auch der Sozialhistoriker Hans-Ulrich Wehler vermutet, dass die Abstimmung bei freien Bedingungen unter internationaler Aufsicht nicht wesentlich anders ausgegangen wäre. Gordon Brook-Shepherd war vor allem überzeugt, eine vollständig freie Abstimmung hätte eine Mehrheit dafür ergeben. Jene rund 40 % der Bevölkerung, die zwischen Gegnern und Befürwortern standen, die bei der von Schuschnigg geplanten Abstimmung noch für Österreich gestimmt hätten, wären entscheidend gewesen. Richard J. Evans führt das Ergebnis dagegen auf die „massiven Manipulationen und Einschüchterungen“ zurück, die es vor der Abstimmung gegeben habe: So sollen laut Berichten der Gestapo zum Beispiel in Wien nicht nahezu hundert Prozent, sondern nur ein Drittel der Bevölkerung für die Vereinigung Österreichs mit dem Deutschen Reich gewesen sein. Laut dem deutschen Historiker Heinrich August Winkler wurden mancherorts ungültige Stimmen als Ja und Nein-Stimmen als ungültig gewertet. Dennoch könne es an der Popularität des „Anschluss“ keinen Zweifel geben.

### Auswirkungen
Der „Anschluss“ wurde als weiterer persönlicher Erfolg Hitlers angesehen, der dem Führermythos erneute Nahrung gab und Hitlers charismatische Herrschaft weiter legitimierte. Hitlers Popularität reichte nun an die Begeisterung heran, die Bismarck nach der Reichseinigung genossen hatte, die von dem Erfolg, alle deutschsprachigen Menschen in einem Staat versammelt zu haben, in den Schatten gestellt zu werden schien. Die Deutschland-Berichte der Sopade berichteten, viele Deutsche seien nun zu der Überzeugung gekommen, „daß der Führer alles kann, was er will“. Selbst vielen, die ihm bislang misstrauisch gegenübergestanden hatten, galt Hitler nun als Vollender von Bismarcks Staatsbildung: Er habe den Bruch von 1866 überwunden und eine Brücke geschlagen zum „ersten“ Reich der Deutschen, das 1806 untergegangen war. Anhänger der kleindeutschen Lösung gab es 1938 kaum noch. Selbst Renner lobte nach der Durchführung des Anschlusses in dem bis 1939 verfassten, erst später veröffentlichten Manuskript Die Gründung der Republik Deutschösterreich, der Anschluß und die sudetendeutsche Frage die „beispiellose Beharrlichkeit und Tatkraft der deutschen Reichsführung“ beziehungsweise stellte den Anschluss Österreichs und der sudetendeutschen Gebiete wie auch die Handlungsweise Hitlers und seiner Regierung in diesem Zusammenhang sehr ausführlich positiv dar.
Deutschland bediente sich sogleich bei den Gold- und Devisenreserven Österreichs, die aufgrund der deflationistischen Wirtschaftspolitik der Regierungen in den 1930er Jahren beachtliche Bestände erreicht hatten; sie wurden nun in das devisenarme Altreich transferiert. So gerieten mehr als 2,7 Milliarden Schilling an Gold und Devisen unter NS-Kontrolle.
Laut dem Historiker Norbert Schausberger konnte Deutschland mit dem Gewinn Österreichs seine kritische wirtschaftliche Situation überwinden und Rüstungstempo und Rüstungsvorsprung mindestens neun Monate aufrechterhalten. Es war ein Schritt zum Großwirtschaftsraum und zu wirtschaftlicher Hegemonie in Europa. Es ging um die Erweiterung der Rohstoffbasis, um Eisenerze, Mangan, Wolfram, Antimon, Kupfer, Erdöl, Holz, sowie um Wasserkraft. Die wirtschaftliche Bedeutung wird nach Walther Hofer auch durch die Rolle Görings beim Anschluss unterstrichen, der Chef des Vierjahresplans war. Schuschnigg stellte in seinem Buch Im Kampf gegen Hitler rückblickend fest, dass die „wahren Motive des Anschlussdrängens“ strategischer und insbesondere wirtschaftlicher Natur waren.
Im 1939 in Ostmark umbenannten Österreich hatte die NSDAP großen Zulauf. 1943 erreichte die Mitgliederzahl ihren Höhepunkt: Fast 700.000 Österreicher und somit mehr als zehn Prozent der Bevölkerung gehörten ihr an. Die Verteilung war regional höchst unterschiedlich: In Tirol wurde ein Spitzenwert von 15 % erreicht, im wirtschaftlich armen, auf Niederösterreich und die Steiermark aufgeteilten Burgenland waren es nur 6 %.
Nach dem Krieg wurden 536.000 Personen von der Registrierungspflicht der Entnazifizierung erfasst. Zum Vergleich: In Westdeutschland wurden rund 13 Millionen Nationalsozialisten von einer Gesamtbevölkerung von 58 Millionen Menschen, also prozentuell wesentlich mehr, zur Entnazifizierung registriert. Die Gestapo schätzte im Juni 1938, dass 30 % der Österreicher Anhänger des Nationalsozialismus waren, wenn auch nicht nur aus ideellen Motiven. 30 bis 40 % der Österreicher waren nach Einschätzung der Gestapo hingegen offene oder versteckte Gegner.

## Internationale Reaktionen
Der Anschluss verstieß gegen internationales Recht: Sowohl der Friedensvertrag von Versailles, den die Siegermächte des Ersten Weltkriegs mit dem Deutschen Reich geschlossen hatten, als auch der Vertrag von Saint-Germain zwischen ihnen und Österreich verbot explizit einen Anschluss Österreichs an das Reich. Dieses Verbot war in den Genfer Protokollen von 1922 von der Republik Österreich bekräftigt worden. Frankreich hatte in den 1920er Jahren mit der Kleinen Entente zwischen Rumänien, der Tschechoslowakei und Jugoslawien eine eigene Sicherheitsarchitektur in Ostmitteleuropa geschaffen, die auch dem Ziel diente, einen Anschluss zu verhindern. Gleichwohl nahmen sowohl Frankreich als auch Großbritannien den völkerrechtswidrigen Anschluss hin. Lediglich in zwei getrennten, wenngleich parallelen Demarchen protestierten die Botschafter beider Länder, Nevile Henderson und André François-Poncet, am Abend des 12. März in Berlin gegen das deutsche Vorgehen.
Während der Krise, die dem Anschluss voranging, hatte der französische Außenminister Yvon Delbos am 11. Februar 1938 noch in London vorschlagen lassen, rechtzeitig und gemeinsam in Berlin klarzustellen, dass „jeder Gewaltakt, der darauf abziele, den territorialen Status quo in Mitteleuropa in Frage zu stellen, auf den entschlossenen Widerstand der Westmächte“ stoßen würde. Aus dieser Aktion wurde nichts, da wenige Tage darauf der britische Außenminister Anthony Eden zurücktrat. Sein Nachfolger Lord Halifax war ein entschiedener Vertreter der Appeasement-Politik und glaubte, wenn man Deutschland nur erlauben würde, seine durchaus berechtigten Interessen durchzusetzen – immerhin verstieß das Anschlussverbot ja gegen das Selbstbestimmungsrecht der Völker –, dann könnte es anschließend ein verlässlicher Partner in einem stabilen internationalen System sein. Aus ähnlichen Überlegungen hatte das Vereinigte Königreich mit Deutschland 1935 das deutsch-britische Flottenabkommen geschlossen, das die illegale deutsche Aufrüstung teilweise legalisierte. Somit stand Delbos in der Anschlusskrise ohne Partner da. Hinzu kam, dass die Volksfrontregierung unter Camille Chautemps, der er angehörte, am 10. März zurücktrat: Im Augenblick des Anschlusses hatte Frankreich keine handlungsfähige Regierung.
Zudem machte die Sicherheitsarchitektur, die Frankreich seit den 1920er Jahren errichtet hatte, ein militärisches Eingreifen unmöglich. Der Vertrag von Locarno von 1925 garantierte die deutsch-französische Grenze, Frankreich hätte sich bei einer Militärintervention ins Rheinland daher einer Vertragsverletzung schuldig gemacht. Sein lange Zeit wichtigster Verbündeter Polen hatte 1934 einen Nichtangriffspakt mit Deutschland geschlossen – von dieser Seite war also auch kein militärischer Druck zu erwarten. Insofern blieb nichts übrig, als das deutsche Fait accompli zu akzeptieren. Für Neville Chamberlain stand nun die Frage auf der Tagesordnung, „wie wir ein Auftreten ähnlicher Ereignisse in der Tschechoslowakei verhindern“.
Die Londoner Times schrieb dazu, schließlich habe sich auch Schottland vor 200 Jahren an England angeschlossen. Italien, das noch 1934 als Hüter der österreichischen Souveränität aufgetreten war, protestierte überhaupt nicht: Hitler hatte Mussolini am 11. März brieflich von seinem „Entschluß, nunmehr in meiner Heimat Ordnung und Ruhe wiederherzustellen“, informiert und dabei die innenpolitische Lage Österreichs drastisch ausgemalt. Obwohl der Brief erst nach dem Marschbefehl für die Wehrmacht verfasst worden war, konnte sich Mussolini somit vorab informiert fühlen, wie es im Achsenbündnis versprochen worden war. Berger Waldenegg spekuliert kontrafaktisch, dass allein eine scharfe Protestnote Italiens den Anschluss hätte verhindern können: Dann wären auch die Westmächte schärfer aufgetreten und Hitler hätte vielleicht einen Rückzieher gemacht. Doch Italien tolerierte den „Anschluss“.
Am 18. März 1938 forderte die sowjetische Regierung die Vereinigten Staaten von Amerika, Großbritannien und Frankreich zu kollektiven Maßnahmen gegen Deutschland auf, jedoch ohne Erfolg. Im September 1938 versuchte Josef Stalin nochmals, diesmal im Rahmen des Völkerbundes, zu einem konzertierten Vorgehen zu kommen, doch auch dieses Mal ohne Erfolg. Die USA und Frankreich akzeptierten den Anschluss de jure nicht, wohl aber de facto. Großbritannien erhob zwar formellen Protest, erkannte den Anschluss aber schließlich sogar de jure an.
In der Tschechoslowakei zog man aus dem Anschluss Österreichs den Schluss, dass man sich auf eine militärische Auseinandersetzung vorbereitete: Eine kampflose Absorption des eigenen Staatsgebiets wollte die Regierung in Prag in keinem Falle hinnehmen.
Die Schweiz reagierte mit der Proklamation des Bundesrates und der Fraktionen betreffend die Neutralität der Schweiz, welche im Nationalrat über alle Parteigrenzen hinweg volle Zustimmung fand.
Mexiko legte durch Übermittlung einer diplomatischen Note „gegen die ausländische Aggression gegen Österreich“ beim Völkerbund Protest ein und sein Außenminister Eduardo Hay forderte die Einberufung einer Ratstagung. In Würdigung der mexikanischen Protestnote wurde am 27. Juni 1956 der Erzherzog-Karl-Platz in Wien in Mexikoplatz umbenannt. Seit 1985 steht dort ein Gedenkstein mit folgender Inschrift: „Mexiko war im März 1938 das einzige Land, das vor dem Völkerbund offiziellen Protest gegen den gewaltsamen Anschluss Österreichs an das nationalsozialistische Deutsche Reich einlegte. Zum Gedenken an diesen Akt hat die Stadt Wien diesem Platz den Namen Mexikoplatz verliehen.“ Ein 1988 gestiftetes weiteres Denkmal steht in Mexiko-Stadt.

## Eingliederung in das Deutsche Reich
Bis auf Michael Skubl – er trat am 13. März von seiner Funktion zurück – wirkte die Regierung Seyß-Inquart nun als Landesregierung des Landes Österreich im Dritten Reich unter der Aufsicht der Reichsregierung weiter. Geleitet wurde sie von Seyß-Inquart, der am 15. März zum Reichsstatthalter ernannt wurde. Sehr zügig wurden die Machtstrukturen und die entsprechenden Institutionen in Österreich nach dem Vorbild Deutschlands ausgerichtet. Bereits wenige Tage danach erfolgte die Vereidigung der Offiziere auf Adolf Hitler, der Sicherheitsdienst der NSDAP und die Gestapo dehnten ihren Aktionsbereich auf das okkupierte Territorium aus. Am 15. März nahm die Gestapoleitstelle Wien ihre Tätigkeit auf und begann mit der Verfolgung von Systemfeinden.
Josef Bürckel war im April 1938 als „Reichskommissar für die Wiedervereinigung Österreichs mit dem Deutschen Reich“ eingesetzt worden. Ihm folgte ab 1940 Baldur von Schirach.
Ministerialdirektor Erich Neumann, dem in der Vierjahresplanbehörde die Geschäftsgruppe Devisen unterstand, maß im Mai 1938 der Angliederung Österreichs eine erhebliche ökonomische Bedeutung für die Fortführung und Aufrechterhaltung der deutschen Rohstoff- und Devisenwirtschaft nach der bestehenden Planung für das Jahr 1938 bei.

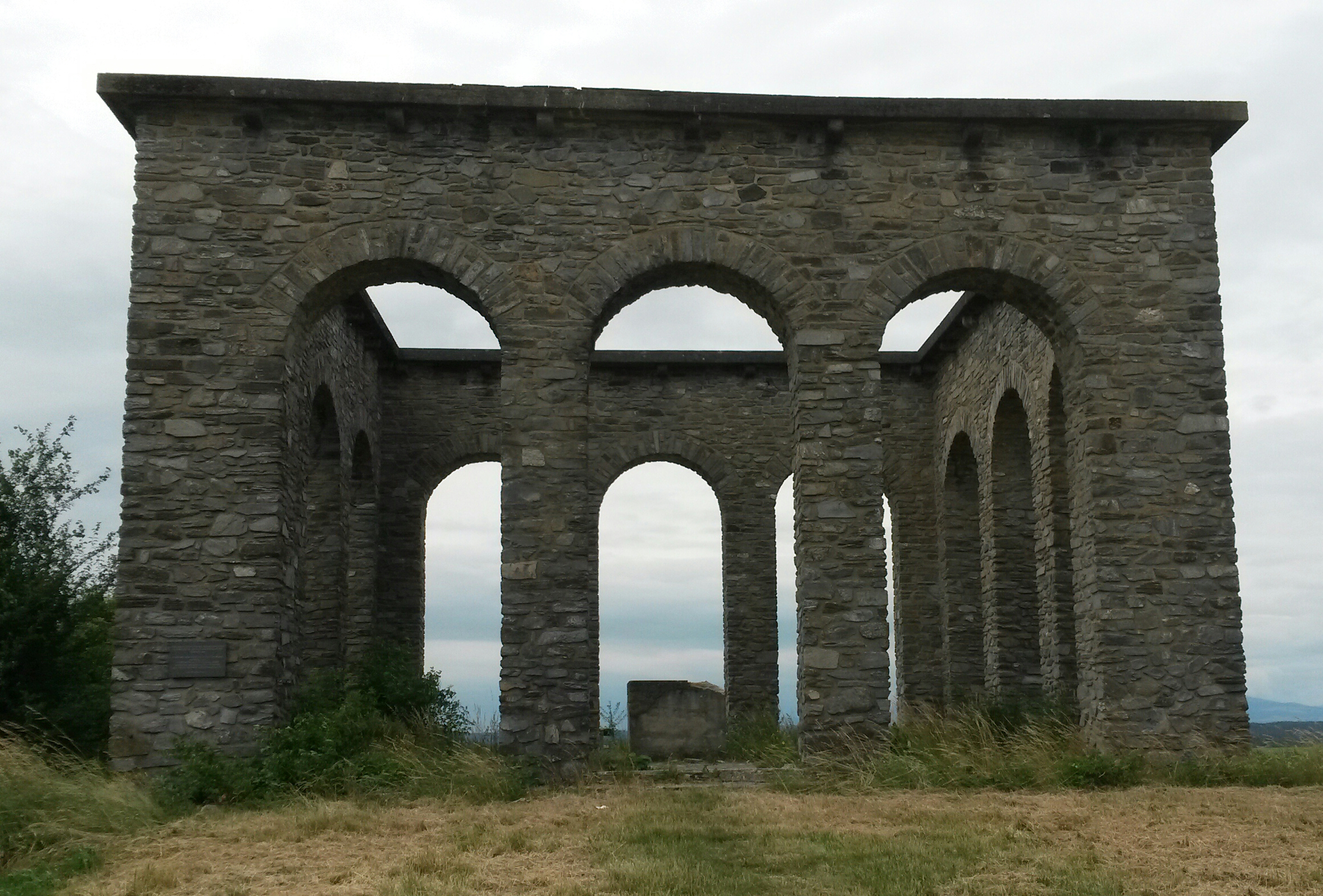
Anschlussdenkmal in Oberschützen von 1939

Die Österreicher wurden mit Verordnung vom 3. Juli 1938 zu Staatsbürgern des Deutschen Reiches und teilten nun die nationalsozialistische Geschichte des Reiches bis zu dessen historischem Untergang 1945, wobei sich nicht wenige Österreicher an der nationalsozialistischen Aggressions- und Vernichtungspolitik aktiv beteiligten.
In der NS-Propaganda wurde der Staat nun als Großdeutsches Reich bezeichnet; offiziell wurde diese Bezeichnung durch einen Erlass vom 26. Juni 1943. In zahlreichen alltäglichen Details fanden nun Angleichungen statt: So wurden z. B. die Münzen zu zwei und einem Groschen seitens der Reichsbank den Münzen zu ein und zwei Reichspfennig gleichgestellt und galten im gesamten Reichsgebiet als Zahlungsmittel.
Am 1. Mai 1939 wurde das sogenannte Ostmarkgesetz vom 14. April 1939 wirksam, mit dem die Befugnisse vom Reichsstatthalter an den Reichskommissar übergeben werden sollten. Die Umsetzung dieses Gesetzes war am 31. März 1940 beendet. Gleichzeitig mit der Machtübernahme wurde Wien als Hauptstadt entmachtet: Es verlor seine metropolitane Stellung, und die Beziehungen der Länder beziehungsweise Gaue zu Wien wurden abgeschnitten; Hauptstadt war ausschließlich Berlin. Die Länderstrukturen blieben (abgesehen von der Aufteilung des Burgenlandes und der Vereinigung von Vorarlberg mit Tirol) als Strukturen der Reichsgaue im Wesentlichen erhalten.
Das Gebiet des ehemaligen Bundesstaates Österreich wurde in die Reichsgaue Kärnten, Niederdonau, Oberdonau, Salzburg, Steiermark, Tirol-Vorarlberg und Wien gegliedert. Die bis dahin existierenden föderalen Strukturen in Österreich waren damit aufgelöst. Hitler ließ den von ihm ungeliebten Namen Österreich anfangs durch Ostmark ersetzen, eine ab dem 19. Jahrhundert verbreitete Übersetzung für marcha orientalis, die auch für jene zum Teil von Polen bewohnten, östlichen Gebiete Deutschlands verwendet wurde (→ Deutscher Ostmarkenverein). In der Zeit der nationalsozialistischen Herrschaft gab es daneben einen Gau Bayerische Ostmark.
Ab 1942 wurde die Benennung Ostmark durch Donau- und Alpenreichsgaue abgelöst. Karl Vocelka, Professor für österreichische Geschichte an der Universität Wien, sah darin einen weiteren Schritt im Bestreben der nationalsozialistischen Machthaber, jeden Hinweis auf die (historische) Eigenständigkeit Österreichs auszulöschen. Möglicher Grund für die Umbenennung ist auch, dass im Zuge der Eroberungen des Deutschen Reiches in Osteuropa das frühere Österreich keine „östliche Grenzmark“ mehr darstellte.

## Aufhebung des „Anschlusses“
Am 9. September 1942 erklärte der britische Außenminister Eden vor dem Unterhaus, den (im Jahre 1938 hingenommenen) Anschluss Österreichs an das Deutsche Reich nicht länger anzuerkennen und sich in Nachkriegsvereinbarungen an keine seit 1938 eingetretenen Veränderungen gebunden zu fühlen. Dennoch könne Österreich nicht wie jedes andere Land unter deutscher Okkupation behandelt werden. Das zeigt die damalige vage Einstellung der Briten zum Thema Österreich.
Die Zugehörigkeit Österreichs zum Deutschen Reich ging im April/Mai 1945 mit dem Sieg der Alliierten Sowjetunion, USA, Großbritannien und Frankreich im Zweiten Weltkrieg zu Ende. Die Rote Armee errang in der „Wiener Operation“ Anfang April 1945 einen opferreichen Sieg über Wehrmacht, Waffen-SS und Volkssturm, so dass in Wien schon Mitte April 1945 demokratische Parteien wiedergegründet werden konnten und am 27. April 1945, als Ostösterreich weitgehend von der Sowjetunion besetzt war, die Staatsregierung unter dem Vorsitz Karl Renners zu amtieren beginnen konnte. In West- und Südösterreich ging die Kontrolle Anfang Mai 1945, zumeist ohne größere Kampfhandlungen, an Einheiten der Westalliierten über. Innsbruck wurde als einzige größere Stadt im Dritten Reich nicht von den Siegermächten befreit, sondern von österreichischen Widerstandskämpfern.
Die drei Parteien ÖVP, SPÖ und KPÖ erließen in Wien am 27. April 1945 die österreichische Unabhängigkeitserklärung, die den „Anschluss“ für null und nichtig erachtete. Sie wurde als Proklamation über die Selbständigkeit Österreichs als Nr. 1 in das vom 1. Mai 1945 an publizierte Staatsgesetzblatt für die Republik Österreich aufgenommen und gilt als Gründungsdokument der Zweiten Republik.
Der österreichische Staatsvertrag von 1955 verbietet eine politische oder wirtschaftliche Vereinigung zwischen Österreich und Deutschland (Anschlussverbot).

## Rechtsfragen
Der „Anschluss“ 1938 war kein freiwilliger Beitritt der Republik Österreich zum Deutschen Reich, sondern erfolgte rechtswidrig und unter Androhung von Gewalt. Er war ein von langer Hand durch Hitler vorbereiteter Akt einer „etwas sanften“ Okkupation eines selbständigen Landes. In der Moskauer Deklaration der alliierten Staaten Großbritannien, USA und Sowjetunion vom 1. November 1943 erklärten deren Außenminister ihn für nichtig. Auf dieser Konferenz verwendeten sie zudem erstmals den Ausdruck „Deutschland in den Grenzen vom 31. Dezember 1937“, um klarzumachen, dass sie sämtliche späteren Gebietserweiterungen des Deutschen Reiches als nicht völkerrechtsgemäß qualifizierten. In der am 27. April 1945 unterzeichneten und am 1. Mai 1945 kundgemachten Proklamation über die Selbstständigkeit Österreichs und der darin enthaltenen Unabhängigkeitserklärung wurde der Anschluss als „abgelistet und abgepreßt“, „aufgezwungen“ und „mißbraucht“ beschrieben und somit für „null und nichtig“ erklärt. Im Nürnberger Prozess 1946 wurden die Umstände, die zum Anschluss führten, zwar nicht als Angriffskrieg gewertet, wohl aber als geplante Angriffshandlung, die in der Absicht verübt wurde, spätere Angriffskriege zu ermöglichen. Über den rechtswidrigen Charakter des Anschlusses und somit seine Nichtigkeit ex tunc herrscht mithin Einigkeit.
Sein rechtlicher Charakter ist indes umstritten. Die Moskauer Deklaration von 1943 weist nämlich eine gewisse „Widersprüchlichkeit und Ungenauigkeit“ insofern auf, als sie den Anschluss einerseits als „annexation“ beschrieb, die deutsche Übersetzung hingegen den Terminus „Besetzung“ gebrauchte. Die Beschreibung des „Anschlusses“ als (völkerrechtswidrige) Annexion findet sich häufig in der Fachliteratur, allerdings bewertete eine österreichische Historikerkommission ihn 2003 als einmaligen „Grenzfall zwischen Annexion, Fusion und Okkupation“.
In engem Zusammenhang damit steht die Frage nach der Existenz Österreichs in den Jahren 1938 bis 1945. Befürworter der Annexionstheorie nehmen an, die Republik Österreich sei durch den Anschluss untergegangen, während Anhänger der Okkupationstheorie davon ausgehen, dass sie als Völkerrechtssubjekt auch in den Jahren 1938 bis 1945 fortexistierte. Die polnische Völkerrechtlerin Krystyna Marek zieht aus dem Rechtsgrundsatz, wonach aus Unrecht kein neues Recht entstehen könne (ex iniuria ius non oritur), konsequent die Auffassung, dass der österreichische Staat durch das Unrecht der Nationalsozialisten nicht ausgelöscht worden sei, was in ihrem Ergebnis zur Kontinuität des Staates führt. Auch in der österreichischen Rechtswissenschaft und der höchstrichterlichen Rechtsprechung Österreichs setzte sich nach 1945 die Kontinuitätsthese durch: Mithin sei die Republik Österreich 1938 nicht annektiert gewesen, sondern nur besetzt und habe weiterbestanden. Diese Annahme wurde „quasi zur offiziellen österreichischen Staatsdoktrin“.
Deutsche Gerichte gingen dagegen davon aus, dass der Anschluss mit Einwilligung des österreichischen Staatsvolks erfolgt sei. Da es keinen nennenswerten Widerstand gegen den Anschluss gab, gilt ihnen Österreichs Staatlichkeit in den Jahren 1938–1945 als erloschen. Der Politikwissenschaftler Robert E. Clute schrieb 1962, die Okkupationsthese sei nicht überzeugend und werde nur interessegeleitet vertreten, etwa weil man keine Mitverantwortung für die Verbrechen des NS-Regimes übernehmen oder das Reichskonkordat von 1933 loswerden wollte. Deutsche Völkerrechtler vertreten daher die Ansicht, der 1945 „wiederhergestellte“ Staat sei „in Wahrheit neu errichtet“ worden. Die österreichische Rechtsauffassung, die Republik sei „nur vorübergehend okkupiert worden und seine Staatsgewalt suspendiert gewesen“, wird als Fiktion bezeichnet. Der Rechtshistoriker Rudolf Hoke konstatiert, dass „die rechtliche Natur des ‚Anschlusses‘ von vielen Zeitgenossen, auch in Österreich, und von den meisten ausländischen Regierungen“ als Untergang des österreichischen Staates gewertet wurde, wonach es 1945 seiner Neugründung bedurfte: Die ausländischen Regierungen hatten ihre Haltung zum Ausdruck gebracht, indem sie sogleich ihre Wiener diplomatischen Vertretungen in Generalkonsulate umwandelten. Auch der Rechtswissenschaftler Oliver Dörr bezweifelt die Kontinuitätsthese, die eine „Verdrängung des realen historischen Geschehens“ darstelle. Gleichwohl bestehe heute weitgehend Konsens über eine fiktive Identität Österreichs nach 1945 mit dem österreichischen Staat vor 1938, er sei einer der „feststehenden Glaubenssätze der modernen Staatenwelt“. Denn der „Anschluss“ 1938 wies trotz der „Wiedererrichtungsthese“ zunächst alle Merkmale einer völkerrechtlichen Inkorporation auf.
Israel sandte bereits 1948 einen Delegierten nach Österreich. 1950 wurden konsularische Beziehungen aufgenommen, die in den folgenden Monaten zu vollen diplomatischen Beziehungen aufgewertet wurden. Verhandlungen über eine „Wiedergutmachung“ wurden mit Österreich nie geführt. Im Jahr 1952 verzichtete Israel offiziell auf Forderungen an die Republik Österreich und erkannte damit an, dass Österreich der Aggressionspolitik des NS-Reichs zum Opfer gefallen war.

## Opferthese
Die anfänglich euphorische Stimmung in der Bevölkerung wich im Laufe des Krieges weitverbreiteter Ernüchterung. Nach Ende des Krieges wurde ein unabhängiges Österreich wiederhergestellt. Dennoch waren die Geschehnisse im Jahre 1938 für weite Teile der Bevölkerung ein Gesprächstabu. Der Mythos von Österreich als „erstem Opfer“ des nationalsozialistischen Deutschlands war weit akzeptiert und offizielle Position der Republik Österreich. Er basierte unter anderem auf der Moskauer Deklaration von 1943. Darin hatten die Alliierten erklärt:

„Die Regierungen des Vereinigten Königreiches, der Sowjetunion und der Vereinigten Staaten von Amerika sind darin einer Meinung, dass Österreich, das erste freie Land, das der typischen Angriffspolitik Hitlers zum Opfer fallen sollte, von deutscher Herrschaft befreit werden soll.“

Auf der Grundlage dieses Mythos verweigerte die Republik Österreich jahrzehntelang, bei den Opfern des Nationalsozialismus offiziell um Entschuldigung zu bitten sowie sich um eine Entschädigung insbesondere der jüdischen Österreicher zu bemühen. Diese Haltung wurde damit begründet, dass Österreich nicht nur laut Eigenauffassung als Völkerrechtssubjekt mit Vollzug des „Anschlusses“ nicht mehr existierte und deshalb auch nicht zur Rechenschaft gezogen werden konnte. Auch seine Bevölkerung wurde von jeglicher Schuld exkulpiert, indem etwa Beamte in ihren Entwürfen und Schriftsätzen peinlich genau das Wort Wiedergutmachung vermieden, das ja implizierte, dass es tatsächlich etwas wiedergutzumachen gab.
Erst mit der kontroversen Waldheim-Affäre 1986 fing die kritische Vergangenheitsbeleuchtung der Rolle der Österreicher während des „Anschlusses“ und des Zweiten Weltkriegs ernsthaft an. Die Wahl Waldheims trat eine große Debatte in Österreich los; 1993 entschuldigte sich der damalige Bundeskanzler Franz Vranitzky in einer Rede vor der Knesset für die Rolle der an den NS-Verbrechen beteiligten Österreicher und bat um Vergebung. Auch auf massiven Druck der US-amerikanischen Regierung wurde unter anderem der Nationalfonds eingerichtet, um die Verfolgten symbolisch zu entschädigen und die Restitution anzugehen. Schulbücher und Unterricht wurden geändert, um herauszuarbeiten, in welchem Ausmaß Österreicher daran mitgewirkt hatten, den „Anschluss“ herbeizuführen, und ihn genützt hatten, während andere Österreicher Opfer wurden. Der 1992 eingerichtete Gedenkdienst für junge Bürger ist ein Netzwerk für Gedenkstätten für die Opfer des Nationalsozialismus und für einschlägige Museen, die Mithilfe in ihren Archiven und Bibliotheken in Anspruch nehmen wollen.

## Zur Schreibweise des Begriffs in Anführungszeichen
Wenn vom „Anschluss“ Österreichs an das Deutsche Reich 1938 die Rede ist, wird der Begriff von Historikern zumeist unter Anführungszeichen gesetzt. Florian Wenninger sieht darin den Ausdruck einer Distanzierung von einem Begriff, der von der nationalsozialistischen Propaganda übernommen und neu aufgeladen wurde. Die Anführungszeichen sollen die historische Unterscheidung zu den vorangegangenen Anschlussbestrebungen markieren.
Für Oliver Rathkolb weisen die Anführungsstriche auf den mittlerweile vielschichtigen Gebrauch des Begriffes hin. Wurden die Vorgänge im März 1938 von den Nationalsozialisten als „freiwilliger Anschluss“ dargestellt, wandelte sich die Verwendung des Begriffs 1945 ins Gegenteil, mit „Anschluss“ war nun ganz im Sinne der Opferthese eine Okkupation gemeint. Erst in den 1980er Jahren und den Debatten im Rahmen der Waldheim-Affäre, bei denen die Mittäterschaft vieler Österreicher thematisiert wurde, entwickelte sich eine differenziertere Sichtweise auf die damaligen Vorgänge.
Die Verwendung der Gänsefüßchen ist allerdings nicht von allen Seiten geteilter Konsens. Kurt Bauer etwa hält sie für einen Ausdruck von politischer Korrektheit, die sich eingebürgert habe. In seinen Texten verzichtet er aus Gründen der Lesbarkeit auf die Anführungszeichen, die historische Verortung des Begriffes ergebe sich aus dem Zusammenhang.

## Rezeption in Kunst und Propaganda bis 1945
- Franz Schmidt/Oskar Dietrich/Robert Wagner: Deutsche Auferstehung. Ein festliches Lied (Universal Edition, Uraufführung: Wiener Musikverein 1940)[123]
- Das Anschlussdenkmal (1939) in Oberschützen, Burgenland
- Weitere Anschlussdenkmale wurden in Rosegg, St. Margarethen ob Töllerberg, Burgau und Amstetten errichtet.[124]
- Medaille zur Erinnerung an den 13. März 1938 („Ostmark-Medaille“)

## Erinnerung und Aufarbeitung

### Museen und Denkmale
Der „Anschluss“ Österreichs ans Deutsche Reich ist im Heeresgeschichtlichen Museum, einem Bundesmuseum in Wien, in Saal VII – „Republik und Diktatur“ dokumentiert. Ausgestellt sind u. a. nationalsozialistische Werbeflugblätter, Stimmzettel sowie Objekte, die die Übernahme des Bundesheeres in die Wehrmacht veranschaulichen. Die Ausstellung wurde allerdings nach einer Evaluierung durch eine Expertenkommission 2020 scharf kritisiert: Die Exponate seien mangelhaft kontextualisiert, wodurch problematische Interpretationsspielräume entstünden.
Die Stadt Wien erinnert in ihrem Wien Museum und im Jüdischen Museum Wien an die Geschehnisse von 1938 und danach. 1988 wurde auf Betreiben des damaligen Bürgermeisters Helmut Zilk auf dem Wiener Albertinaplatz im Stadtzentrum das von Alfred Hrdlicka gestaltete Mahnmal gegen Krieg und Faschismus enthüllt. Zur Erinnerung an die Schrecken der größten Gestapo-Leitstelle im Dritten Reich besteht an ihrem seinerzeitigen Standort in der Salztorgasse ein Gedenkraum. Im Jahr 2000 wurde von der Stadtverwaltung auf dem Wiener Judenplatz das von Rachel Whiteread gestaltete Mahnmal für die österreichischen jüdischen Opfer der Schoah enthüllt.
In Wien wurde am 24. Oktober 2014 von Bundespräsident Heinz Fischer und Bürgermeister Michael Häupl das Deserteursdenkmal vorgestellt. Das von Olaf Nicolai entworfene Denkmal wurde im Auftrag der Wiener Stadtverwaltung auf dem Ballhausplatz gegenüber dem Bundeskanzleramt errichtet. Es dient dem Gedenken an die Opfer der NS-Militärjustiz.
Der Gefallenen des Zweiten Weltkriegs wird in vielen österreichischen Gemeinden auf dem gleichen Denkmal gedacht wie der Gefallenen des Ersten Weltkriegs; die Verstrickung in den nach dem „Anschluss“ begonnenen nationalsozialistischen Aggressions- und Vernichtungskrieg bleibt zumeist unerwähnt. In allen Bundesländern Österreichs bestehen aber auch Gedenkstätten zu den mörderischen Folgen des „Anschlusses“.

### Literarische Verarbeitungen
- Der Autor Erich Kästner thematisierte den „Anschluss“ und den folgenden österreichischen Opfermythos in der Nachkriegszeit in einem Spottlied, in dem er die Nationalallegorie Austria Folgendes singen ließ:

Ich habe mich zwar hingegeben, doch nur weil ich gemußt.
Geschrien habe ich nur aus Angst und nicht aus Liebe und Lust.
Und daß der Hitler ein Nazi war – das habe ich nicht gewußt!
- Ernst Jandl: wien: heldenplatz. In: Laut und Luise. Walter, Olten/Freiburg im Breisgau 1966.
- Thomas Bernhard: Heldenplatz. Suhrkamp, Frankfurt am Main 1988, ISBN 3-518-01997-X.
- Éric Vuillard: Die Tagesordnung. (Orig. L’Ordre du jour.) Übers. Nicola Denis, Matthes & Seitz, Berlin 2018, ISBN 978-3-95757-576-0.

### Film
- Hugo Portisch und Sepp Riff gestalteten 1989 für den Österreichischen Rundfunk die Dokumentarfilmreihe Österreich I, die in zwölf Folgen Vorgeschichte und Ablauf des „Anschlusses“ darstellt.
- Spielfilm: 38 – Auch das war Wien, 1987; Regie: Wolfgang Glück